# ソード・ワールド2.0
ソード・ワールド2.0（略称はSW2.0）は、北沢慶/グループSNEの手によるテーブルトークRPG。ソード・ワールドRPGの改訂版であり、2008年4月に発売された。舞台設定を従来のフォーセリアのアレクラスト大陸から、全く別の世界である「ラクシア」に変更するなど、システムの一部を継承する以外は初版から刷新した作品となっている。異世界を舞台にしたファンタジーRPGを基本としているが、銃器や人造人間の存在など従来の伝統的ファンタジーの枠を踏み超えて、世界設定やキャラクターバリエーションの拡充を図っている。
「2.0」と銘打たれているものの、世界観や設定、職業などは旧版（SNE公式においては「1st」と呼称）から完全に変更されており、別物と考えて良い内容となっている。
発売から10周年となる2018年には、ルールの整理整頓、追加ルール、特技の見直しを行い、新たな大陸を舞台とできる「ソード・ワールド2.5」の展開が発表され、同年7月より順次刊行された。

## システム
ゲームシステムの基礎的な部分は前エディションである『ソード・ワールドRPG』（以下1stという）を踏襲しており、キャラクタークラスを「スキル（技能）の集合体」と見なした「クラススキル制」を採用している。ゲーム中に行われる全ての判定＝ダイスロールが2D6（二個の六面体ダイス）しか使われないことも1stと同じであり、ダメージ決定などには威力表（1stでの「レーティング表」にあたる）を使う。

### キャラクターメイキング
種族と生まれ表によって決まる心・技・体の副能力値をベースにして、ランダムに6つの能力値（知力、精神力、器用度、敏捷度、筋力、生命力）を決定する。各能力値を6で割った値が「能力値修正」となり、行為判定に使用される。
さらに種族と生まれ表の結果により初期経験点が与えられ、その経験点を消費して「技能」（他のゲームで言う「キャラクタークラス」）を習得する。技能にはレベルが存在することや、複数の技能を習得（マルチクラス）することが可能なことは1stと同様である。
#種族および#技能の節も参照。

### 行為判定
1stの骨格を引き継ぎ、行為判定は2D6の上方判定となる。
ゲームマスター（以下GM）はプレイヤーキャラクター（以下PC）が行いたい行動に必要な技能を指定し、それを受けたPCはサイコロを振り、「2D6+技能レベル+能力値修正」を算出する。算出された値がGMの指定した難易度以上ならば判定は成功となる。
1stとの違いとして、特定の技能を使用しない判定も可能となっている。

### 戦闘ルール
戦闘については、原則的にモンスター側は判定をせず、設定された固有値に対してPC側が判定を行う。PCが命中の行為判定でモンスターに設定された回避値を超える出目が出ればPCの攻撃は命中したこととなり、PCが回避の行為判定でモンスターに設定された命中値以上の出目が出ればモンスターの攻撃は回避されたことになる。
攻撃が命中した場合、2D6を振りその出目を「威力表」にあてはめてダメージを決定する。威力表は武器や魔法毎に個別に用意されている表であり、2D6の出目が2 - 12のどれなのかによって、どのようなダメージが発生するかが一目で分かるようになっている。これにより2D6の限られた乱数幅を武器や魔法に応じて適宜変更・拡大することができ、それがダメージの特徴となっている。威力表は1stの「レーティング表」とほぼ同じものだが、武器や魔法毎に表が個別に用意されているため可読性が高い。なお、モンスター側のダメージについては「2D6+固有値」で決定され、威力表は使わない。
与えられたダメージはPCやモンスターに設定された「防護点」だけ軽減できる（1stは防御点がレーティング表により変動したが、2.0では固有値である）。最終的なダメージがPCやモンスターのHP（ヒットポイント）から引かれる。また1stとの違いとして、HPやMPが戦闘特技や技能レベルの上昇により増加していく（代わりに防護点への冒険者レベルの加算や、MP消費の魔法技能レベルでの除算はされない）。
戦闘マップ上でのキャラクターの位置把握については、マス目を使った厳密な管理などは基本ルールでは行われない。これはゲームの運用を軽くするためである。複数の敵味方が入り乱れた乱戦時に「広範囲に適用される魔法」が放たれたとき、どれだけのキャラクターが巻き込まれるかを判断するためのルールとして「乱戦エリア」という概念が実装されている。2.0では敵味方が近接攻撃をして乱戦状態にいるとき、これを一つの「乱戦エリア」というグループに属しているとみなす。そして、広範囲に適用される魔法などが放たれたとき、この「乱戦エリア」単位で効果が適用される。
また、戦闘マップの仕様については現段階で簡易戦闘、標準戦闘、熟練戦闘の3種類が用意されている。標準戦闘からはメートル単位でのキャラ同士の距離間隔の管理が可能となる。熟練戦闘では縦と横の距離間隔の管理が可能となる。戦術的な動きが可能となる反面、ゲームの運用は重くなる。
キャラクターの行動順は1stでの「敏捷度が高いキャラクターから順に行動」の方式を廃し、PCパーティと敵の陣営ごとに分かれて一括で行動する（各陣営内であれば行動順は任意）。どちらの陣営が先に行動できるかは、戦闘開始直前に「先制判定」を行いその成否によって決定される。

### 戦闘特技
キャラクター作成時と冒険者レベルが奇数に上がった時に取得できる、戦闘用の特別な技。また、技能が特定レベルに達した時にもその技能とレベルに応じ決まった戦闘特技が取得される。
戦闘特技は常に効果を発揮するものと、その都度宣言を要する宣言型の二種類に大別されている。「全力攻撃を行う」・「魔法を拡大する」といった1stでは戦闘時の行動オプションだったものの多くが宣言型の戦闘特技になっており、選択して取得することで同じクラス構成のキャラクターでも個性化されていく。

### キャラクターの蘇生
魔法の効果などで死亡から蘇生されたキャラクターには、“穢れ”というポイントが付加される。これが一定量まで増加するとそのキャラクターは「レブナント」と呼ばれるアンデッドに変化し、元のキャラクターとしての蘇生は不可能となる。これによって、1stのように（費用さえ賄えれば）無制限に蘇生することには制限がかけられている。
また、この理由がため冒険者以外で蘇生を受け入れるのは稀なこと（むしろ忌避されている）とされ、このことは「なぜ死亡したNPCを蘇生させないのか？」という疑問に対する回答となっている（現世に強い未練が無い限り、死者が蘇生を受け入れることは無いとされる）。

### 部位の概念
一部の魔物に関して、その巨大さを表現する為「部位」という概念が取り入れられている。
これは巨大な魔物の身体の一部を一個のキャラクターと同列に見なしたもので、それぞれの「部位」は各々異なるパラメータが設定される。この「部位」の数が多いほどにその魔物が巨大であることが示され、乱戦エリアの形成や範囲に効果を及ぼす魔法の影響などにおいてもその「部位」と同数のキャラクターと同等に扱われる。しかしながらどの「部位」も同じ魔物であることに変わりはなく、移動に関しては一括で行われる。
一部の「部位」は「コア部位」とされ、それ以外の「部位」はHPを0以下にしてもその「部位」が無力化されるのみだが、「コア部位」のHPを0以下にするか意識を失わせるなどすればその魔物の「部位」全てが無力化され、完全に倒したと見なされる（言うなれば、巨大な魔物の弱点という形になる）。ただし、ゴーレムのような人工の魔物や、同種の存在が集まった郡体の魔物など「コア部位」を持たない場合もある。この他、他の「部位」と連動する能力を持つものもある。
後発のサプリメント・追加ルールブックを採用すれば、プレイヤーにも使役する魔物・乗り物などの形でこの「部位」を扱うことができる。

## 世界設定
新たな「ソード・ワールド」（剣の世界）であるラクシアの起源は「始まりの剣」という3本の剣から説かれる。始まりの剣は所有されることを望み、世界に生命と魂をばらまいた。こうして人間が生まれた。
第一の剣"ルミエル"は最初にそれに触れた人間であるライフォスに力を与え始祖神とした。その勢力は人族と呼ばれる。第二の剣"イグニス"は、ダルクレムとその眷族である蛮族（バルバロス）に戦神としての力を与えた。戦神ダルクレムは第三の剣"カルディア"の力を賭けて始祖神ライフォスに戦いを挑み、両陣営は争ううちにカルディアは自ら砕けて"マナ"となり世界に散らばった。
争いの末、神々は永き眠りにつき、神紀文明シュネルア、魔法文明デュランディル、魔動機文明アル・メナスと3つの古代文明が起こっては、滅びていった。しかし1万年以上たった今もなお、人族と蛮族は戦いを繰り広げている。

### ラクシアの歴史
ラクシアには次の3つの古代文明が存在していた。

#### 神紀文明シュネルア
“始祖神”ライフォスと、彼に導かれて神格を得た神々によって誕生した最初の文明。人族は“小さき人々”と呼ばれていた。争いも諍いも無く平和で豊かな時代であったと言われており、この時代に作られた魔法のアイテムは非常に強大な力を内包していた事から、現在では“神器”と呼ばれている。“戦神”ダルクレムが起こした神々の戦いで滅びた。

#### 魔法文明デュランディル
およそ3000年前まで存在していた文明。神々の戦いの後に生まれた文明だったので、人族が最初に興した文明とされている。この時代は現在よりもマナが豊富であったらしく、様々な魔術の研究が行われていた。現在までに続く魔術体系が完成したのもこの頃である。また、神記文明よりも劣るが強力なマジックアイテムが数多く作られ、様々な魔剣が製造された。これらのアイテムの内、特に強い力を持ったものは“アーティファクト”と呼ばれている。この文明は、ある日突然消滅したかのようになっており、現在の人々には滅亡した原因が判っていない。この時代末期の人々をプレイできる追加ルール、それによるリプレイが出版された。

#### 魔動機文明アル・メナス
2000年前から1700年間続いたとされる文明。様々な魔法のアイテムを活用して発展してきた文明で、最盛期には蛮族を地上からほぼ根絶させていた。最大の特徴は、魔法のアイテムを大量生産して一般に浸透させていた事で、誰でも簡単に魔法が扱えるように改良されていった。また、ほとんどの家庭には〈マギスフィア〉が常備されていたと言われている。300年前に起こった〈大破局〉で滅亡した。

#### 〈大破局〉（ディアボリック・トライアンフ）
300年前に世界規模で起きた蛮族達の大侵攻。蛮族の王が第2の剣イグニスを手にして引き起こしたと言われており、大地は裂け、天は狂乱し、大陸の形がことごとく変わったと言われるほどの天変地異が起きたとされている。その直後に膨大な数の蛮族が人族の国々に攻め込み、数多くの国を滅ぼして自らの領域を広げていった。しかし、ある日蛮族の王が何者かに倒されたことで終息する。この奇跡を成し遂げた英雄の正体は現在でも謎に包まれている。

#### 現在
〈大破局〉で多くの人族の国が滅び、交通網は寸断され、大陸各地との組織的な連絡は途絶している。生き残った人々は寄り集まり小さな国を興し、それらの中で何とか交易などが行われている。辺境には蛮族の領域が広がっており、特に北のレーゼルドーン大陸は大半が蛮族に占拠されたままである。

### ラクシアの神々
「始まりの剣」に触れた者達。触れた時期や誰かに導かれて触れたかなどによって、"古代神（エンシェント・ゴッド）"、"大神（メジャー・ゴッド）"、"小神（マイナー・ゴッド）"と三つの神格（ランク）に分けられる。神々の力は信仰者が多ければ多いほど力を増すとされている。
特に古代神はシュネルア時代に自ら剣に触れて神格を得たとされている者達で、信仰は大陸中に広がっていてそれなりの街には必ず大きな神殿がある。
大神は古代神の導きによって神格を得たと言われている神であり、古代神ほどではないが遺跡などがあれば存在を知られている。
小神は神格を得てまだ日が浅い、信者が少ない神のことであり、力は少ないがその分喚びやすかったり姿を現しやすかったりする神。
信者が多い神は広い地域の者に力を反映できるが、信者の少ない神は狭い地域内でしか力を発揮することが出来ない（ルールにも反映されている）。信者が絶えた神は滅びるとされている。古代神や大神の一部には始まりの剣無しでも神格を与えられる者が居るらしい。が、古代神も大神も通常は姿を現すことはない。逆に小神は肉体を起こして奇跡を起こし信者を集めることもあると言われている。また、古代神や大神であっても信者が減って小神並みに能力が落ちた時は、肉体を生み出して降臨し、信者を集める事もある。
主な神々は以下の通り。これ以外にもいくつかの神が居ると言われている。

#### 古代神（エンシェント・ゴッド）
始祖神ライフォス
第一の剣、ルミエルに触れて世界で最初に生まれたとされる神。調和を尊び、友愛を大切にするように解いている。ただし現ライフォス教団は蛮族との戦いに非常に積極的であり、対蛮族用の呪文を沢山持っている。神々の王とも呼ばれ、他の神々よりも上位の存在であると信じる信者が多いが、異論を唱える者も多く居る。魂の汚れを否定している。
太陽神ティダン
ライフォスの腹心と言われている神。天候を操り世界に豊和をもたらしたとされている。地方によっては豊穣の神や祟り神とも言われている（太陽神のため）。基本的に争いを好まず、分け隔て無く冨を分けろと言うことを教えとしている。また、ティダンはアンデッドを嫌悪していたと言われており、信者はアンデッド退治を積極的に行っている。女運が悪く、多数の女性に好かれている。
戦神ダルクレム
第二の剣、イグニスに触れたことで初めて神格を得たと言われる神。神々の戦争を起こした神として非常に有名。解放と破壊を司っていて、しがらみや束縛を破壊することで真の姿が現れると説いている。魂を穢れさせることも推奨しており積極的に戦うことも肯定している。勝つために卑怯な事も肯定はしているが、「力で屈服させる」と言う教義が最優先されるため「正面から叩き潰す」ことを好む信者が殆ど。蛮族に信仰者が多く、人族で信仰するものは純粋に教義に共感した求道者精神の持ち主を除けば、殆ど居ない。十字架状の剣を聖印とし、神像は豪壮な両手剣を手にした巨漢の男性となっている。
賢神キルヒア
第三の剣、カルディアに触れて神格を得たと言われている神（が、謎めいており異論を唱える者も多い）。中性神とも言われている。知識の探求と魔術の研鑽を命題としており、学者や魔法使いに信者が多い。知識の収集とそれを知らしめることを美徳とし、信者以外にも広く門戸を開いている。冒険者への理解も深い。
妖精神アステリア
第一の剣、ルミエルに触れて神格を得たとされる神。自然と調和して生きることを説いている。妖精が神格を得たとも言われており、エルフの祖とも考えられている。エルフに信者が多いが、絵画や音楽を愛したとされ、芸術家にも信仰されている。自由奔放で嫉妬深い存在とも伝えられており、その自由さ故に蛮族にも信仰する者がいる。
炎武帝グレンダール
第一の剣、ルミエルに触れて神格を得たとされる神。炎を象徴とし、破壊と再生を司る。ドワーフの祖とも言われており、多くのドワーフが信仰する。蛮族にも信者はいるが、破壊のみを押し出すそうした信者をドワーフは嫌悪している。積極的に闘うことや勝つための工夫と努力を推奨し、軍人や武人に信者が多い他、火にまつわる職人や、竈の神として料理人にも広く信仰されている。
戦勝神ユリスカロア
戦いの勝利を司る女神。キルヒアの娘とも言われる。どの剣で神格を得たかは不明だが、『カルディアグレイス』にはキルヒアの娘（名前は記されていない）が第三の剣カルディアに無断で触れて神格を獲得し、第二の剣陣営に奇襲攻撃を仕掛けて勝利した為に、中立の立場にいたキルヒアが劣勢だった第一の剣陣営になし崩し的に加勢する羽目になったと言う逸話が記されている。右手に斧槍を持ち、左手に盾を持った有翼の女戦士の姿で描かれ、神印は「4つ羽で出来た風車」。あらゆる局面における戦いに対する勝利とそのための努力や工夫などを奨励しているが、勝利の為には手段を選ばない教義なので、卑怯な手段を嫌うザイア信者やグレンダール信者から批判されることもよくある。古代神らしく、かつては多くの信者が居たが、現在では信仰する者がほとんど居なくなってしまい、小神並に能力が衰えてしまっている（詳細は『堕女神ユリスの奇跡』を参照）。
貨幣神ガメル
ライフォスによってルミエルに触れ神格を得たとされる神。物々交換による弊害を防ぐため世界で初めて統一貨幣を発明し、その功労によって神格を与えられたとされる。現在でも貨幣「ガメル」の公平性を担保しており、「金銭の適切な使用とむやみやたらな貯蓄への戒め」・「ものの価値を適切に測り公平に扱う事」を教義とする。神像は大きな天秤を手に持つ壮年の男性で、神印は「大きさの違う5つの輪」を組み合わせたもの。
紡糸の女神エルピュセ
シーンの姉ともライフォスの姉ともされる女性がルミエルに触れ神格を得たとされる神で、戦いのときは未来を知り前線で活躍する軍師だったという。暗喩的で寓話的なため解釈が難しい教義だが、現在の解釈では「未来を勝ち取るための行動」・「いかなる時も希望を失わぬこと」・「未来で何が起きても自らの行いの結果であること」を意味するとされ、占い師や官僚・軍人の間で信仰されている。神像は厚手の衣を纏った長髪の女性で、神印は糸車を意匠化したもの。
死の神ザールキアス
ダルクレムから第二の剣イグニスを盗み二番目に神格を得たとされ、ダルクレムにも警戒される荒ぶる神。死を司り、生ける者すべてに速やかな死を与え殺し魂を解放せよと説いており、また、安易な自殺は慎みできるだけ多くの魂を開放する（殺す）ことが信徒の使命であるとされている。ブラグザバスの夫と言われており、神像は黒いフード付きのローブもしくは漆黒の甲冑に身を包み、髑髏の仮面と大鎌もしくは首切り斧を手に持った禍々しい姿となっており、神印も二つの大鎌が交差するもの。

#### 大神（メジャー・ゴッド）
騎士神ザイア
ライフォスに仕え、ライフォスによって導かれて神格を得たと言われている神。第一の剣の陣営では一番の働きをしたとされている。秩序を重視し調和を愛し主や弱者を守ることを教義としていて、正々堂々と闘うことを主義とし、卑劣な振る舞いを嫌う。基本的には相手が仕掛けてから応戦するが、明らかな脅威に対しては積極的に戦う。騎士や官憲が信仰しており、信頼されているが、頭が固く融通が利かないと一部では倦厭されている。
月神シーン
ティダンが人間だった頃、妻だった女性が導かれて神格を得たとされている神。昼は夫が、夜は妻が見守っているとされているため月神の異名を持つ。平和主義であり争いが起きると全てを闇に閉ざし戦えなくしたとも言われている。夜に安らぎを与え、夜と夜の眠りを司っているが、一方で夜の家業、水商売や盗賊の守り神としてもまつられている。
風来神ル＝ロウド
一つのところに留まらず気ままに生きることを説く自由の神。少年や少女姿、もしくは男女の双子や道化の姿で描かれることがある。誰に導かれて神格を得たとされているかは謎であり、司っているものが「自由」のためイグニスから神格を得たといわれているが実際のところは不明。トリックスター的な性質と「自由」を司る為に、勢力を問わず信仰されている。幸運の神ともされているためギャンブラーや盗賊にも多く信仰者が居る他、タブーに捕らわれる事無く運命は自分の手で切り開くものという教えもあるため、冒険者にも信者が多い。
酒幸神サカロス
酒と幸福を司る神。無益な争いよりも楽しく酒を酌み交わすことで仲良くなろうと解いている神であり、男女の関係についても積極的になるように言っている。積極的な交流を説いているため商人の間では商売繁盛の神として信仰されている反面、堕落や混迷の神とも言われ忌避する人も居る。姿は笑みを浮かべる太った男、もしくは絶世の美男子として描かれている。
慈雨神フェトル
実りをもたらす雨と天の怒りを示す雷を司る神。神紀文明の終わりにティダンによって神格を得た神で、天からは正しき者には恵みがあり罪深き者には必ず罰が与えられると説いている。主に農耕神として農民に、嵐の神として船乗りや漁師に信仰されている。また、断罪の神として一部の賞金稼ぎや復讐者にも信仰されている。神殿が農村部に多いため、仕事の合間に子供の行儀見習いに預けられていることがよく見られる。姿は大きな葉をかざして雨を受け、帯剣した凛として立つ女性とされている。
腐敗の女神ブラグザバス
毒と病を司り、第一の剣の陣営を大きく苦しめた神。疫病を産みだした神とも言われている。混乱と絶望を好み、無差別の死をまき散らすことを喜びとしていて、信者は殺した者の魂を少しでも多く捧げようとしている。表だって活動せず、周到に計画して人知れず邪悪な行為をすることを得意としているため、蛮族側の軍司やそれに準ずる者達に信仰されている。姿は妖艶な美女として描かれ、尻尾や翼を持っている場合もある。
不死神メティシエ
死と不死を司る神であり生命体としての強さを求める余り、"穢れ"を限界まで取り込んだとされている。信者が医術や不死を探求したため、その副産物、もしくは失敗作としてアンデッドが生み出されたといわれている。研究や修行で不死を得た者はノスフェラトゥ（不死者）と言われていて、貴族を名乗る者も居る。人族の中にも不死に憧れ、隠れて信仰する者が居る。描かれる姿は思慮深い美青年の姿や、筋骨隆々とした偉丈夫である。
狂神ラーリス
いつ生まれ、どの剣の力で神格を得たとされているか不明の神。主に信仰しているのは魔神。魔神は普通は召喚時の契約や魔法に縛られるものだが、ラーリスの加護を得た魔神は自由となり、残虐となる。そもそも異界の怪物が仕える神なので、人族や蛮族は教えが理解できないため信仰者が少ない。ラーリスはアンデッドを生みだし、死者を蘇らせることを容認しているため、狂える神としてあらゆる勢力に異端視され恐れられている。
魔神が信仰している神ゆえ、魔神が現れるところ全てで知られており、古代神のように『ソード・ワールド2.5』にも登場している。
眠りの神カオルルウプテ
神々の戦争時、ダルクレムの戦友であったが「この世界の真の意味を知り、力や情熱では私の望みは叶えられない」と言い残し去ったとされている女神。眠りと安息、怠惰と堕落、包容を司り、この世界は“剣を投げ入れた者”に作られた我々の魂を閉じ込める偽りの牢獄であり、彼の者は執拗な悪意で我々の未来を定め我々の絶望や争いや足掻くさまを見て楽しんでいるため、どのような努力や献身も無意味であり唯一眠りだけが我々を解放すると説いている。メティシエと共にノスフェラトゥを生み出したとされ、姿は優しく温和な笑みを浮かべ、両手をまるで我が子をその胸に迎えるように大きく柔らかに開いている優しげな女性とされているが、悪夢で敵対者の肉体をおぞましい姿に変貌させるなどブラクザバス以上に凶悪な邪神である。
秘隠神クス
キルヒアによって神格を与えられた女神で、神々の戦争ではカルディアを守ると言う大任を任されていた。その際、難解な謎解きや複雑な迷宮でカルディアを守り通したという伝承がある。このことから信者たちは謎解きやパズルを好み、頓知の利いた言い回しを多用する他、謎の解明や真理の洗い直しを推奨されている。神像はローブを纏い、穏やかな笑みを浮かべた理知的な女性の姿で、ローブの模様が迷路だったり、手にパズルを持っていたりする。聖印は、曲がりくねった二本の鉄の輪が絡み合ったもので、正しい手順で外れたり、元に戻すこともできる。
惑いと偽りの神ソーンダーク
ダルクレムを唆し神々の戦いを起こしたとも、カオルルウプテが現在の様な教義を抱きダルクレムから離反するきっかけを作ったとも言われる神。「偽りも大多数が信じれば真実となる」と教え、世界に偽りを広め、偽りによって狂気を抱いたものを操る事で自らの目的を叶えることを教義とする。神像は様々なパターンがあるが「黒いローブで目元まで覆った少年」の姿が多く、聖印は茨が絡み合った奥にある薔薇の花。
策謀神ワギル＝イシナニ
第二の剣陣営の神「ワギル」と第三の剣陣営の神「イシナニ」が融合し誕生した第二の剣の神で、誕生理由は「ワギルがイシナニを騙しその身に取り込んだ」とも「イシナニがワギルに取りつかれ変容した」の2説が存在する。策謀によって裏側から望むものを手に入れることを教義としている。神像は目を閉じて黙考する中性的な人物の首の左後ろに男性の老人の首が生え、何事かをささやきかけるというもの。聖印は真円と楕円を鎖のように連結したもの。
霧闇神フラクシス
魔法文明初期に存在したザールギアスの女司祭が、三千年周期でラクシアに襲来する「竜刃星」とそれがもたらす「フォールンソウル」に魅入られ、それらに尽くすため奔走し続けたため神格を得たとされる女神。「フォールンソウルとそれによって変容した『フォールンドラゴン』によって汚染された世界こそ、変革された新世界」と謳い、「竜刃星」が飛来した時その活動を最大限に拡大・支援することを教義としている。神像は恍惚とした表情をたたえ肉感的な肢体を薄いローブで覆う竜の角と4枚の翼・六つの眼を持つ女性のもので、聖印は『フォールンドラゴン』を模した「六眼の竜」を意匠化したもの。

#### 小神（マイナー・ゴッド）
水の神ルーフェリア
水と停滞、忍耐を司る小神。〈大破局〉の時に行われた魔神召喚の儀式で生贄に捧げられた少女の一人が、ザイアの導きにより神格を得て誕生した。テラスティア大陸南部にある湖の国ルーフェリアの土地神として崇められていて、今も彼女の加護が国にはある（詳しいことは新米女神のリプレイを参照）。250年間蛮族の侵攻から土地を守り続けていたため、平和の女神として周辺地域に信仰が急速に広まっている。その勢いに近々大神になるかも知れないとも言われている。他の神々にない特徴として、国の人口に占めるエルフの比率が多いことから彼女が神へと昇格した姿を目撃した人々が数多く存命しているため、学術的にも興味深い事例として知られている。実は神格を得ると共に、ザイアから授けられた神槍で魔神を打ち倒して封じた『魔神封じの女神』なのだが、この事実は王国と神殿の秘中の秘とされていて極一部の関係者しか知らない。
融合神リルズ
恋愛成就を司る若い小神。倒壊された建物に残った青年リルクと少女リルニカのふたりからなり、生き延びることを諦めず柱の下で十日間励まし合っていたらその姿に感銘を受けたシーンの導きにより神格を得たとされている。融合神の名のごとく、頭が二つあったり両性具有の姿で描かれることが多い。若者に信者が多く、結婚式はリルズの神殿であげることが流行になっているが、熱心な信者は少なく、遺品がまつられている神殿は観光目当てが多い。フェンデル王国を中心にザルツ地方の西部で信仰されている。
纏いの神ニールダ
古代魔法文明に生まれた服飾の小神。蛮族との戦いの時に巧みな服飾技術で蛮族の目を欺き、多くの者を戦場から逃した老婆が神格を得たものと言われている。身を守り、時には目を欺く技術を司っているためか最近は拡大解釈され、服飾や化粧の美しさや流行にも通じているとされている。ザルツ地方の都会の商人や若い娘に信仰されている。色鮮やかな布やヴェールを幾重にも纏い、姿を押し隠す姿で描かれることが多い。
器械神レパラール
魔動機文明時代にリーンシェンク地方で誕生した建築・工作・修繕を司る小神。小さい頃に手足を火事で失いながらも、自ら開発した義肢を使用して火事で失った手足以上の技術力を身につけ、奇異の目にさらされながらもただひたすらに技術の研鑽に励み、人々の役に立つものづくりを続けた事から、賢神キルヒアに小神へと導かれたと言われている。実用性と合理性を重視し、芸術性に重きをおかない考え方もあってか、器械神レパラールのプリーストが持つ聖印は、装飾の無い「歯車」のかたちをしており、神像は、仮面をつけた阿修羅の如き多くの手に工具を持っていると言う異様なものが多い。
宥和神アーメス
魔動機文明時代に誕生した宥和を司る第二の神の小神。人族に追われ地下に逃げ込んだ雑多で協調性の薄い蛮族達、そんな彼らを統率し何とか生き延びようとしたインキュパスが突如現れた剣の幻によって神格を得たものとされる。人同士の和（輪）を大事にし互いの違いを取り払い大きな個としてあるべきだとする教義であり、いい方向に信仰されれば互いに助け合うが大概は自身が属する輪（コミュニティ）以外はどうでも良く他人からの略奪などを是とする排他的思考に陥る。フェイダン地方の一部蛮族や下層階級の人々に信仰されている（詳しいことは『新米女神の勇者たち』を参照）。神像は顔を見せ背中を丸めうずくまった有翼の青年像で、聖印は4本のロープを独特の複雑な形に結んだものである。
剣神ヒューレ
魔法文明時代崩壊後に誕生した小神。混乱する時代の中蛮族達との戦いで活躍した剣士が、戦死後彼によって命を救われた人々が抱いた感謝と敬愛のが集まったことによって神格を与えられた（あるいはザイアによって神格を得たとも）とされる。剣を振るうものが持たねばならぬ弱者の保護の義務や剣を持つものの覚悟を教義とし、ザルツ地方の戦士の間で信仰されている。神像は二刀流の精悍な青年の姿をとり、聖印は渦巻く風に2本の剣が交差したもの。
韋駄天ラトクレス
神紀時代末期に誕生した小神。俊足だけが取り柄の純朴な青年がその足ゆえにティダンの伝令役となり各地を飛び回り、ティダンの祭器を盗んだ賊を捕らえたことで功績と誠実さを称えられ神格を得た。素早く的確な行動や誠実な伝達、自らの役割に誇りを持つことを教義とし、ライダーギルドや冒険者の店によく神像が置かれている。神像は編み上げ靴をしっかり履いた皮鎧姿の青年の姿を取り、聖印は一足の編み上げ靴をあしらったものとなっている。
毒薬の神テメリオ
誕生したばかりの第二の神の小神。自ら作った毒薬で他者が苦しむ様を眺めることや麻薬におぼれることで快楽をむさぼったブラグザバス信者の薬師がその薬作りの技量によって神格を得たものとされる。自らが愉しみ、その為に他者を苦しめ使い捨てることを教義とし、教団では拉致や薬物による洗脳によって強制的に信者（奴隷）を増やすのが慣習になっている。神像は各所に（毒による）染みがついた白衣をまとった冷たい笑みの老人姿で、聖印は白黒（薬と毒）に塗り分けられた四角形。
刃神マキシム
戦いと誓いを司る小神。〈大破局〉の後蛮族によって荒廃したシエナクェラス地方において若者達に武器を提供した鍛冶師が、戦士たちが蛮族によって倒された後死を嘆き、その声を聞いたキルヒアによって神格を与えられたものとされる。その後戦いの為に7本の神器を人々に与えシエナクェラス地方を救ったが、戦う力を与えたことによって起こる新たな悲劇やさらなる騒乱を嘆いており、戦いや行動によって起こる反発や悲劇をしっかり見据え、その事を後悔せず覚悟を持つことを教義としている。神像は何本もの剣に貫かれた穏やかな表情の中年男性で、聖印は7本の剣を円状に並べたもの。
鉄槌神エセルフィン
マキシムの妹とされる小神。元々はマキシムと同じ鍛冶師だったが、彼が神になったきっかけとなる若者達の反乱の失敗を見て突出の危険を嘆き完全なる均一こそ平穏だという考えに取りつかれ、兄が神になった数年後ライフォスによって神格を得た。完全なる平等による平穏とそのための突出した力の排除、他者同士を競争させ両者共疲弊させることを教義としている。現在では「完全なる平等」を求めるがあまり、個性の強い人間や人についていけない弱者、より力や財力を持つ者をも排除するという狭量な思想が信者の多数を占め、「完全なる平等」のためシエナクェラス地方の各国を互いに競わせ大国が生じないように工作しているとも言われている。その教義の危険性ゆえ第一の神陣営ながら邪教とされ、プレイヤーキャラクターの使用は推奨されていない。神像は天秤と槌を持つ女性で、聖印も天秤と槌があしらわれたもの。
竜帝神シムルグ
プロセルシア地方のシレスカ列島で広く信仰されている小神。元は魔法文明時代末期に同地に逃げのびた魔法王の息子であり、古竜（エンシェント・ドラゴン）のアーレスグリュットを説得して竜達をまとめ上げて蛮族を退け、プロセルシア帝国を建国し、初代皇帝となった。その死後、人と竜の調和を成し遂げた功績をライフォスに認められ、神格を得たとされる。帝国が分裂した現在でも信仰され、プロセルシア地方では神と言えばシムルグ、神官と言えばシムルグの神官というほど浸透している。また、最初の神官がシムルグの親友のリルドラケンであったため、地方に生まれたリルドラケンのほとんどが神官となる。その教義は親しき者同士の間に結ぶ絆を最も尊いことと説くもので、何事も協力して取り組む事を推奨し、特に親しき者のためなら私心を捨てて仁義を優先することを美徳としている。神像はランスと盾を構え、竜に跨る壮年の男性。聖印は竜に乗る人を意匠化したもの。
学護神エッケザッカ
プロセルシア地方南部のサーギア島にあるドワーフの地下都市ダジャンで信仰されている小神。1600年前に同都市で生まれたドワーフの少女が、学問の大切さを説いたことでキルヒアによって神格を得た。
しかし近年まで本来の教義が忘れられ、狂信的に笑顔の大切さを説く「幸福と笑顔の女神」として信仰されていた。このため消滅寸前にまで追い込まれていたが、現在(『ラクシアゴッドブック』時点)では本来の信仰が復活し、僅かずつではあるが都市外への布教が始まっている。信仰復活後の神像は眼鏡をかけ読書しながら微笑むドワーフの少女で、聖印は「開かれた書物」を見つめる少女の横顔。
海風の神ヴァ＝セアン
古代魔法時代後期～魔動機文明時代に誕生したとされる小神。神格を得た理由は判然としないが、ル・ロウドと共に冒険したという伝承が残っていることなどから、第二の剣イグニス系統の神であるとされ、蛮族に信仰する者がいる。人族の間ではレーゼルドーン大陸南東部の漁村や周辺の島々で信仰されている。神像は風をかたどった人物を模したもので、聖印は「風を吹き出す人物の横顔」を意匠化したもの。
制裁の双子女神
フェトルによって神格を得、一説にはフェトルの娘ともされる「"雷の娘”ヴィルトルード」・「"嵐の乙女”オイゲーニア」姉妹を合祀した小神。神紀時代故郷を蛮族に殺され復讐を誓うも、力及ばず敗れた姉妹をティダンが憐んだとも、フェトルが人だった頃身ごもった娘が生まれながらに神格を得ていたとも言われている。フェトルの持つ「裁き」の一面を受け継ぎ、正義とその後の平和や確実なる裁きを教義とする。
フェトル神殿に合祀されていたが、現在ではある事情(『カースドランド』参照)により神格が大幅に弱体化し、フェイダン地方にしか影響力を持たない。また神となった切っ掛けや神格弱体化の原因から、蛮族やアンデッド、特にノスフェラトゥを最大の敵とみなし激しく嫌悪している。神像は「雲の衣を纏い雷の剣を持つ少女」と「雲の衣を纏い嵐の槍を持つ少女」が並ぶ姿(フェトル神殿ではフェトルの両脇に並ぶ)で、聖印は渦巻く嵐の中に、3つの三角形を描く3つの稲妻が煌めくもの。

### ラクシアの地理
ラクシアは地球と似た環境を持った世界で、魔動機文明時代に惑星である事が確認されている。1年の周期は12ヶ月で区切られ、四季も存在する。しかし、魔動機文明が滅亡した為に現在では一部の賢者にしか知られていない。

#### “解放されし大地”テラスティア大陸
冒険の主な舞台となる大陸。面積はアフリカ大陸とほぼ同じで、緑豊かな土地である。北に行くほど温かく、南が寒くなることから南半球に位置していると思われる。過去、幾度も人族と蛮族の戦いが繰り返されており、〈大破局〉の時は多くの国が蛮族に滅ぼされた。大陸の地図は『プレイヤーズ・ハンドブック フェイダン博物誌』に記されており、現在の所、ザルツ地方、リーゼン地方、ダグニア地方、フェイダン地方、リーンシェンク地方、ハインラト地方、ユーレリア地方、ノルダール地方、シエナクェラス地方、レンドリフト地方、プロセルシア地方が設定されている（『フェイダン博物誌』の地図には他にモーロック地方・アノン地方・ビオ地方という地名が記されているが詳細は不明）。蛮族という脅威が存在する為に国家間の争いはあまりなく、各地域の国々は対蛮族の軍事同盟が締結されている事が多い。北部をレーゼルドーン大陸に接する。

##### ザルツ地方
テラスティア大陸最北に位置する地域。ルキスラ帝国、ダーレスブルグ公国、フェンディル王国、ロシレッタ、自由都市同盟の5つの国が存在している。南北が蛮族の勢力圏に挟まれており、各国は軍事力の整備に余念が無い。先年にはルキスラ帝国を中心にした連合軍がレーゼルドーン大陸に大規模な遠征を行い、南部の港町を奪還する事に成功している。
ルールブックI〜IIで解説され、最も早くルールブックで設定された冒険の舞台であり、リプレイ『たのだん』・小説『剣をつぐもの』で紹介されている。

##### リーゼン地方
ザルツ地方の南東に位置する地域。アルフォート王国、ミラボア王国、デュボール王国、レガリア王国の4つの国が存在している。南部にルデア山脈、西部にティラの樹海という自然の要害があり、蛮族の侵攻を阻んでいる。ザルツ地方とダグニア地方と交易を行っているが、街道が充分に整備されていないので小規模な交易に留まっている。
ルールブックIIIで詳しい解説が設けられ、リプレイ『マージナル・ライダー』の舞台となっている。

##### ダグニア地方
リーゼン地方の東部に位置する地域。セフィリア神聖王国、バルナッド共和国、ラ・ルメイア王国、グラスノ王国、リューヌ王国、コレル王国の6つの国が存在している。東部にあるダノス海の島々とソルトラ平原に蛮族やアンデッド達の大規模な勢力が存在しており、彼等との間で激しい戦いが繰り広げられている。特にアンデッドの脅威が大きい事から“穢れ”に対して強い嫌悪感を抱いている人々が多く、大半の国では生き返りが禁止されている。一方で融通が利かない一面もあり、冒険者にはやや住みづらい地域となっている。
ルールブックIIIで詳しい解説が設けられており、リプレイ『聖戦士物語』及び『ソード・ワールド2.0リプレイ with BRAVE』の舞台となっている。

##### フェイダン地方
テラスティア大陸南部に位置する地域。ルーフェリア王国、カイン・ガラ、アイヤール帝国、リオスの4つの国が存在している。かつては様々な小国が存在していたが、〈大破局〉でほとんどの国が滅ぼされた。また、ルーフェリア王国には最も新しい神とも言われる湖の女神ルーフェリアの加護がある事が知られている。北部には蛮族の国ディルフラムが存在しており、隣接するアイヤールと激しい戦いを繰り返している。
最初期のリプレイである『新米女神の勇者たち』や、『ソード・ワールド2.0リプレイ from USA』の主な舞台であり、ワールドガイドとしての解説が順次発行されている。

##### ハインラト地方
テラスティア大陸南西部に位置する地域。ハインラト王国が地域全体を統率しているが、規模はそれほど大きくない。王都の東部にある商業都市ナイムハイラには冒険者養成学校が存在しており、数多くの人材が集まっている。コミック『リトル・ソーサラー ミュクス』の舞台となっている。

##### リーンシェンク地方
テラスティア大陸西部（ザルツ地方の西方）に位置する地域。アクイラ、ククルス、スー・ラール、アラウディという国がある。〈大破局〉時激戦が繰り広げられた地であり、現在でも魔動機文明時代の遺跡や野良魔動機が多い。魔動機文明時代の遺跡にはしばしば『遺跡の守り人』と呼ばれる人々が住み、魔動機文明時代の遺産を封印している。
リプレイ『拳と魔封の物語』2・3巻の舞台であり、3巻にワールドガイドが掲載されているほか、リプレイ『要塞少女』でも再び舞台となっており、こちらも上巻にワールドガイドを掲載している。

##### ユーレリア地方
『堕女神ユリス』シリーズやリプレイ『るーん・うぉーかーず』の舞台となっている地域。テラスティア大陸西部（リーンシェンク地方の南・ハインラト地方の北）に位置し、9つの国家と2つの独立都市国家が存在する。中央にある都市国家フォルトベルク（「連合王国オルブリューク」に属する）には高名な冒険者が多数集っている他、最近では戦勝神ユリスカロアの信仰が復活しつつある。また東方にはカルゾラル高原、西方のレンドリフト地方には蛮族と人族の混成国家「レンドリフト帝国」が存在し、大きな脅威となっている。

##### ノルダール地方
テラスティア大陸南部に位置する地域。フェイダン地方の東部にあるが、間にはディルフラムがあるので交流はほとんどなく、ビオ地方と飛空船による交易を行っている。ユッシキャリオ、シルヴェン、アクロフ、ハハリの4つの国があり、神紀文明時代の遺跡が現存している。
リプレイ『ソード・ワールド2.0リプレイ Sweets』、『ガレリア×ダンジョンズ』で舞台となっている。

##### シエナクェラス地方
テラスティア大陸南西部、ハインラト地方の北に位置する地域。ユーシア二・フォグトー・グリムザード・オルカナ・レイファン・ガルネイ・アクラシア・ジムグラムと8つもの国があり、フェイダン地方の国家リオスとの海洋交易ルートが存在する。元々は〈大破局〉の後生まれた刃神マキシムの残した「7つ」の神器を奉じた7国があったが、虚偽の神器所有疑惑による戦争や独立勢力の発足などの結果現在の8国となった。また他の地方と違い「国軍所属の冒険者」が存在し、有事の時は国の命令で動かざるを得ない面がある。
リプレイ『七剣刃クロニクル』及び『戦慄のトリプルクラウン』の舞台として紹介されている。

##### プロセルシア地方
テラスティア大陸東端から伸びるシレスカ列島を中心とした諸島地域。外を帰れぬ凍土コンルーと海に閉ざされたために他の地方との交流がなく（現在の住人は魔法文明期に大陸から避難してきた人々の末裔）、魔動機文明も殆ど流入しなかったため、〈大破局〉の影響が少ない分魔動機文明に関する存在も珍しいものになっている。竜が土地を富ませるとされ、竜との契約を結ぶことが領主の条件であるなど、大陸本土とは異なる文化・価値観を有している。
『ドラゴンレイド戦竜伝』及びリプレイ『千竜と刃の革命（レイド）』の舞台となり、『ドラゴンレイド戦竜伝』巻末で地方紹介がされている。

##### グレイシア島
ザルツ地方北東のアレスタ海に存在する島。結界で外界と隔絶されていたが、数百年単位で結界が破れ外界と繋がった。「剣精」という特殊な力を持つ分身を生み出す「宿精剣」と呼ばれる種の魔剣が多数発見され、島外からそれを得ての一攫千金等のチャンスを見出し冒険者達が流入している。
アプリゲーム『サウザンドブレイブ』、ならびにリプレイ『魔剣の島の駆け出し英雄』・『サウザンドブレイブ』の舞台となっている。

##### “増殖する都市”ネスカザラ
テラスティア大陸の何処かに存在する都市（どの地方にあるかは全く明言されていない）。時折赤い霧が発生すると共に、突如建物が出現し増殖するという不可思議な現象が起こるが、住民はそれに疑問を抱かず当然のこととして受け入れており、増殖した建物を平然と利用する者も少なくない。
リプレイ『ウィアードテイルズ』の舞台であり、同リプレイでは上述の増殖現象にまつわる謎の解明が主軸となっている。

#### 蛮族の領域
レーゼルドーン大陸ほどではないが、テラスティア大陸の半数近い領域は蛮族に支配されており、特に以下の地域は蛮族の国として知られる。

##### “紫闇の国”ディルフラム
テラスティア大陸南部に存在する蛮族の国。《大破局》の時に地底から現われた浮遊城砦を本拠地としており、西のフェイダン地方、東のノルダール地方、海を挟んだ北のシエナクェラス地方の国々と南のアンデッド国家である《深海帝国》と激しい戦いを繰り返している。
国内は複数の蛮族領に分かれており、リプレイ『竜伯爵は没落しました！』ではその蛮族領の一つを舞台としている。

###### 深海帝国
ディルフラム南方の海域から攻め寄せる謎のアンデッド国家。攻め込んでくるのが不死者ばかりなので、ディルフラムの南部では人族・蛮族の共同戦線が形成されている。

##### ダノス海
ダグニア地方の東部に広がる海域。魔導機文明時代には多数の海上都市が建造され、「黄金の海」と呼ばれていたが《大破局》で悉く海の藻屑となった。他の地域と異なってダグニア地方の国々が積極的に蛮族の領域に侵攻しているが、いずれも無残な失敗に終わっている。

##### カルゾラル高原
テラスティア大陸中央部を占める大陸最大の蛮族の領域。北はリーゼン地方に、西はユーレリア地方に接しており、これらの地域の国々にしばしば蛮族達が侵攻を繰り返している。
高原に住まう蛮族でも強力な存在は一定の領域を支配することから「藩王」と呼ばれており、互いの領地を狙って争う群雄割拠の状態となっている。
この内、特に強力な13人の藩王は『四皇九君』と呼ばれており、どの藩王も『四皇九君』の影響下に置かれている。

##### レンドリフト帝国
ユーレリア地方の西「レンドリフト地方」に近年成立した強国で、ラルヴァの戦士が治める蛮族・人族混合国家。かつて存在した「レンドリフト王国」（ユーレリア地方出身の英雄「レンドリフト」が興し、ロシレッタ等と交易していた）を滅ぼして造られた。完全なる実力主義政策をとり、「強さ」（知力等も含む）さえあればどんな種族・階級の者でも出世する事が出来る（但し、人蛮共通の敵であるアンデッドを操るノスフェラトゥとメティシエ信者は除き、また多くの蛮族の弱点でもある太陽を司るティダンの信者も反帝国ゲリラが存在することから同様に例外）。蛮族の攻撃衝動を発散させる為にユーレリア地方侵攻を狙っていると言われている。なお、帝国成立後も同地方北部には人族の領域である「カレス王国連合」が残存している。
リプレイ『Rock'n Role』ではこの帝国内を舞台としている。

#### “黄昏の大陸”レーゼルドーン大陸
テラスティア大陸の北に位置する大陸。『黄昏の大陸』『霧の大陸』などの異名を持つ。大半の地域が蛮族の勢力圏になっており、人族の領域はエイギア地方南部のカシュカーン周辺に留まっている。霧の街ミスト・キャッスルは蛮族の支配する街として一万人もの人族が奴隷として飼われている等、人類が生きるには厳しい環境が広がっている。テラスティア大陸とは橋で繋がれている。
ヴァルクレア城
エイギア地方北部の山脈に存在する城砦。エイギア地方最大の蛮族の拠点で、《大破局》の時には蛮族王の居城となっていた。先年行われたルキスラ帝国を中心にした遠征軍によって陥落したのだが、ある事情で表向きは攻略に失敗した事になっている。
リプレイ『レーゼルドーン開拓記』にて舞台として取り上げられている。

## 種族
次のような種族をプレイヤーキャラクターとして選択することができる。後述する「蛮族PC」を除いて、これらの種族は「人族（ひとぞく）」という人種の一部と分類される。
また1st（フォーセリア）には人間とエルフの「ハーフ」が存在したが、2.0（ラクシア）では「ハーフ」の種族は基本的に存在せず、必ず両親のいずれかと同じ種族になる。

### ルールブックIで用意されている種族
人間
人族の人口の8割を占める多数派。初めて始まりの剣に触れた種族として、「剣の加護／運命変転」という能力により運命を逆転させることができる。15歳で成人し、寿命は約100年。ゲーム的には、6面ダイスの出目を天地ひっくり返すことができる（『央華封神』のルールでいう「裏成功」と同様。ただしペナルティは存在せず、その分使用に制限がある）。
エルフ
水辺や湖畔などに住む美しい種族。「剣の加護／優しき水」という能力により、水中でも長時間息継ぎをせず、地上と同じように活動ができる。15歳で成人し、寿命は500年。1stではプリースト技能を取得できなかったが、2.0ではプリースト技能を取得できるようになった。また1st（フォーセリア）のエルフは人間より背が低いのに対し、2.0では人間より背が高い種族になっている。
ドワーフ
短身頑駆で、優秀な戦士の適性を持つ種族。「剣の加護／炎身」という能力により炎に完全な耐性を持つ。女性はいつまでも年若い少女の姿であり、男性は濃いひげを生やしている。15歳で成人、寿命は200年。1stではプリースト以外のルーンマスター技能を取得できなかったが、こちらも2.0では任意の魔法使い技能を取得できる。炎に対する耐性から料理人としても優秀で、火力を活かした豪快な調理法を好む。そのため、反対に味付けに凝るコボルドとはライバル関係。
タビット
身長1mほどで二足歩行するウサギの姿の種族。神の声が聞こえない事から、呪いで姿を変えられた神の裔と自認しており、世界をめぐって、神に戻る方法を探している。プリースト技能を取得できないものの高い知力を持ち、魔法使いとしての適性と、鋭い危険察知能力を持つ。反面肉体面は脆弱で、体格の小ささから動きも鈍く不器用でもある。10歳で成人として扱われ、寿命は50年程度。名前の由来は「旅」と「ラビット」である。
ルーンフォーク
アル・メナス魔動機文明時代に作られた、ジェネレータと呼ばれる魔動機械から産まれる魔法生命体。生命(HP)を削ってマナ(MP)に変換する「HP変換」という能力を持ち、本能的に他の種族に仕えたいという欲求を持たされている（現在はジェネレータの経年不調や作成者の意図などの理由から、自立した精神を持つ者も少なくない）。人型の魔動機械と間違われることもあるが、生体の肉体を持った人造人間であり、他の種族と同様の治療も行うことができる。ただしその魂は擬似的なものであるため、神の声は聞こえず、また死亡後に蘇生しても“穢れ”を得る事がないが、代わりに一年間の記憶を失ってしまう。妖精を見ることも出来ないため、プリースト、フェアリーテイマーの2技能を取得する事は出来ない。寿命は約50年であり、それ以降は突然機能停止する事が有る。
ナイトメア
他の種族から異形として生まれ、魂に“穢れ”を持つとして忌まれているが、魔法使いとしても戦士としても高い適性を持つ。“穢れ”の影響で額に角があり、「異貌化」すると肌が青白くなり、角が大きくなる。この角が誕生時に母親の胎内を傷付けてしまい、死に至らしめる事が多いため、（特に医療技術の発達していない閉鎖的な環境では）“忌み子”と呼ばれて忌み嫌われる要因となっている（卵から誕生するリルドラケンは例外）。なお、どの種族から誕生しても姿形は同じになる。異貌化する事で、魔法を使う際の鎧によるペナルティや発声の必要がなくなる種族特徴がある為、重装備をしたまま魔法を使いこなす事が出来、能力値も全体的に高い。反面弱点が多く、元の親の種族に関係のある属性の攻撃に弱くなる等のペナルティもあり、親の種族が持っていた剣の加護も引き継がない（ゲーム上でも親の種族の派生ではなく、「ナイトメア」という別個の種族として成立している）。15歳で成人となり、老化しなくなる。そのため寿命はあってないものとして扱われる。

### ルールブックⅡで追加された種族
リルドラケン
交易をなりわいとする竜人族。「剣の加護／風の翼」という能力により短時間ながら飛行することができる他、生まれ持った鱗のある頑強な肉体は防護点を持ち、尻尾を格闘武器にできる。ドラゴンが剣を扱うために変性した種族であるため、子供は卵から誕生する。なお、ナイトメアについては、自力（自分の角）で殻を割って生まれてくる強い子供、と言う認識でしか無く、彼らに対する差別意識も特に持ち合わせていない（そのため、リルドラケンのコミュニティで育てられたナイトメアが他種族から差別を受けて当惑することも）。卵から生まれて、三回目の脱皮（約30歳）で成人し、寿命は約300年。
グラスランナー
1stにも登場したこびとのような種族。マナに反応しにくい性質のためMPを持たない代わりに、抵抗に成功した魔法を完全に打ち消す。1stと異なり魔法使い技能を取得すること自体は可能だが、あまり興味は無い。また、1st（フォーセリア）では持っていない自種族の言語（グラスランナー語）も存在する。15歳で肉体的な成人を迎え、寿命は約200年と言われているが、多くの場合好奇心で早死する。

### カルディアグレイスで追加された種族
シャドウ
レーゼルドーン大陸からテラスティア大陸にやってきた人族。黒に近い灰褐色の肌と暗闇と魔力の本質を見通す第三の目を持つ。主に密偵や傭兵を生業としており、義理堅く、契約者や友人を決して裏切ることがない。寿命は人間と同程度だが、大概は戦場で命を落とす事が多い。また、魔法などに対して強い抵抗力を持つが、当のシャドウは生来のMPが低く魔法系の技能は苦手である。その代わり、「月光の守り」という能力を持っており耐性は高い。15歳で成人、寿命は100年。
フィー
古代種妖精と呼ばれる存在の一種でもある人族。マナが生み出した種族の為、カルディアの子供達とも呼ばれる。妖精ながら実体を持つため、ルーンフォークにも姿が見え、妖精使いと契約はしない。ただし、フィーの魂はルーンフォークと同様に擬似的なものの為（神の声が聞こえない）プリースト技能が習得できず、魔動機も全く理解出来ないためマギテック技能も習得できない。蘇生も特殊で、4回までは特殊な費用以外はペナルティー無しで蘇生できるが、5回目には消滅して完全に死亡してしまう。体重が軽い為、僅かに空中に浮かんで移動できる（空を飛ぶ事はできない）。どの生まれ表でも漏れなくフェアリーテイマー技能を備え、さらには妖精が司る4属性の力を高め、またそれから護られる「妖精の加護」を受けられる。フィーは生まれた時から同じ姿をしており、老いる事は無く200年生き続ける。
フロウライト
身体が透明な鉱石で構成されている種族。頭部に相当する部分は淡く発光しており、気分等でくるくる変わる。冒険者レベルが上がると金属鎧並みの防護点を自力で獲得し、MPは全種族中最高ランクまで上昇するが、逆にHPが全種族中最低ランクという極端な特徴を持つ。また、鉱石の身体の為に呼吸や食事が不要で毒や病気の効果とダメージを負わず、（沈んでしまうが）水中でも問題なく行動が出来る反面、薬草や薬での回復も不可能となるなど癖が強い種族である。この他、呼吸を必要とするエンハンサー技能が習得出来ない。この種族は数年から数十年を地中で過ごし、地上に現れた時に自我を得る。寿命は約400年。

### イグニスブレイズで追加された種族
ハイマン
魔法文明時代に「ヒトを超えるヒト」として人為的に生み出された種族。魔動機文明時代には姿を消していたが、「大破局」後に遺跡で眠り続けていたのを発見された。魔法への高い適性と、時折デジャヴのように蘇る前世の記憶を得ている代わりに寿命が非常に短い。人間を変化させた種であるため、ルーンフォークとは違い生殖的に子を成すことができる。プリーストやフェアリーテイマー技能も取得可能で、蘇生すると“穢れ”を受ける。15歳で成人し、寿命は30年程度。
ミアキス
人と猫の二つの姿を持つ種族。普段は（普通の）猫のふりをして暮らしている者も少なくない。人型の姿でも尻尾や猫の耳を持ち、鋭い爪を武器にすることができる。冒険者レベルが上がると人間と全く同じ姿や、他人に化けることさえも可能になる。
ダークドワーフ
蛮族への裏切り者の汚名を受け、人族社会を追われたドワーフの同族。剣の加護を失った代わりに、炎への耐性が一切通用しない黒い炎を操る力を得ており、蛮族社会の一員としての地位を確立している（このため、人族であるにもかかわらず、人族社会で生活するためには蛮族同様に「名誉人族」になる必要がある）。

### カルゾラルの魔動天使で追加された種族
魔動天使
魔動機文明時代に生み出された戦闘に特化した人造人間だが、ルーンフォークのような疑似的な魂ではなく自然な魂が<天使核>と呼ばれる中枢に封じられている。＜エンジェルスフィア＞と呼ばれる特殊なマギスフィアを所持しており、自身を含めた所持品の全てを収納する事ができる。また、エンジェルオーダーと呼ばれる特殊な能力を使用する事が可能な他、魔動天使槍や魔動天使鎧などの専用武具を装備している。死亡すると＜エンジェルスフィア＞に収納され、翌日になると自動的に蘇生するが他の種族と同じく魂に“穢れ”が生じるようになり、限界を超えると「穢業の魔動天使」という最強クラスのアンデッドに変貌してしまう。

### ルミエルレガシィで追加された種族
ヴァルキリー
人間の親から生まれる女性に「極めて稀」に発生する（数十万-数百万分の1以下の確率）。生まれた瞬間から背中と踝の辺りに光る羽が展開されるのでそれと分かる。成長にともない常時展開ではなくなるものの、個人の意思で出しっぱなしにすることも可能。この羽には飛行能力はないものの、どれだけ高所から落下しても軟着陸させる力がある。また、触れた者に一時的に害から守る「祝福」を与える能力も有している。同じくレアな突然変異で“穢れ”を持つナイトメアが忌み嫌われるのと違って、ヴァルキリーは神聖な種族とみなされ大切に扱われる。しかしこの種族であっても、死亡して蘇生を受け入れた場合には“穢れ”を受ける。なお、レブナント化したヴァルキリーの光羽は漆黒に染まるという。人間と同じく15歳で成人し、寿命は100年。
ソレイユ
ティダンの加護により生まれた種族とされ、人間より大柄で肉体能力に優れる。太陽光を浴び続けて傷を回復できる「太陽の再生」という能力の他、肉体を少しの間輝かせる「輝く肉体」という能力もあり、目くらましのような形で戦いにも利用される。シャドウ同様、レーゼルドーン大陸をその出自としている。高い精神性を持ちながらも原始的な生活を維持しており、独自の文字は持たない。また種族語であるソレイユ語は発声ではなく、身振り手振りに意味を持たせたボディーランゲージとなっている。あまり都市部には近づかないが決して人嫌いという訳ではなく、礼儀には無縁なもののむしろ社交的な性格を持つ。昼間は快活だが夜は苦手ですぐ寝てしまう。寿命は約300年。
レプラカーン
いつ頃発生したかは定かではないが、少なくとも魔法文明時代の記録には存在が記されており、魔法の道具を扱うことに特性がある種族とされている。人間の子供くらいのサイズだが、小動物のような毛に包まれた大きな耳を持つ。ドワーフと同様に、男性の多くは豊かな髭を生やしている。自由に姿を不可視化する能力もあり、あまり人前には姿を現さない。しかし、気に入った相手の前には姿を見せ、行動を共にするようになる。また、稀少な種族であり魔動機術に長けていたり、職人を救った伝説等から縁起物扱いされることもある。寿命は約200年。

### ラクシアゴッドブックで追加された種族
センティアン
神像などに神命を賜った魂が宿り受肉して現れる、神の遣いとも言うべき種族。フロウライトとは違い、発生してからは完全なる肉の身体であるため、呼吸や食事は必要とする。どの生まれ表でも（自身を遣わした神の）プリースト技能を有し、神聖魔法を行使する上での適性と神からの加護による何らかの耐性などを備えている。またどの陣営の神から使わされたかによって細かな能力が異なるという特徴があり、さらに第2の剣イグニスの神から遣わされたセンティアンは下記の「蛮族」の扱いとなる（“穢れ”も有する）。蘇生に関しても遣わした神が属する陣営によって違いがあり、特に第2の剣の神から遣わされた者は（“穢れ”の量に関係なく）死亡すると即刻蘇生不能となってしまう。寿命は無いが、神命を果たした時点で元の像などに戻るとされる。

### エイジ・オブ・グリモワールで追加された種族
いずれも魔法文明期まで存在したが現在は絶滅した種族と設定されている。
ノーブルエルフ
貴種として扱われる特異なエルフ。能力は「剣の加護／優しき水」ではなく「剣の加護／水の申し子」とされ、水上を歩くなど通常のエルフにはない力を持つが、物理的な外傷には弱い。もれなく「貴族」に生まれつくのもあり、「カリスマ」という能力やアリストクラシーに適性を持つ。寿命も存在しないが、そのことごとくが「貴族」のみ罹患する「貴族熱（ノーブルフィーバー）」により病没し、後の時代より姿を消したとされている。
マナフレア
人間から突然変異で発生した種族。第3の剣カルディアが砕けた影響を強く受けたとされ、体の各部からはマナが炎のように溢れ出しており、これを操り第三の腕として用いたり、それで他者に触れることでマナ（MP）を譲渡できる。反面、この体質が原因で魔法は一切扱うことが出来ない（ゲーム上でも魔法使い技能はすべて習得不可）。

### 蛮族（バルバロス）
第2の剣イグニスに祝福された種族で、人族の宿敵。人族が忌避する“穢れ”を有し、一般的に強力な蛮族ほど“穢れ”が多い。コボルドやラミアのように人族と友好的になる種族もあるが、大半は人族を殺すか、喰らう事しか考えていない。また、強力な力を持った蛮族は人族を奴隷にする事もある。当然だが、通常プレイヤーキャラとして使う事は出来ない（サプリメント「バルバロステイルズ」、「バルバロスブック」等の導入により一部のみ使用可能。名前の後ろに※で示す）。人族を見下しているが、種族によっては男女の性別があり、同族同士での恋愛や結婚などがある他、極稀にだが人族との間にハーフを産む事が出来る種族もある。
コボルド※
「妖魔」と呼ばれる多産の蛮族の一種で、小柄な直立歩行する犬のような種族。蛮族の中では奴隷のように扱われているため、人族社会に逃げてくる者もいる。そうした者は手先の器用さを買われ、労働力として受け入れられる。特に料理人としての技術はソースなどの味付けを重視したものを好むため、火力による豪快な調理を好むドワーフとは双璧を成すと同時に、対立しかねないほどのライバル関係にある。冒険者として身を立てることもできるが、「種の限界」により大成する者は稀である（ゲーム上では、冒険者技能のレベルを一定を超えて上げられない）。
ゴブリン
「妖魔」に分類される小鬼のような種族。コボルド同様他の蛮族の使い走りにされる事も少なくない。中には魔法を使う者もいる。
ボガード
人間サイズの蛮族であり、「妖魔」の中では戦闘力が高く蛮族達の尖兵となる種族。性格は残忍で、人族を見かけると襲撃して金品を奪ったり、殺して食料にしてしまう。レベルが高くなると人間よりも大柄な種類も存在する。
オーガ
いわゆる人喰い鬼だが、知能が高く、大半が魔法を使ってくる。知の高さを鼻にかけて策を廻らすこともあるが、内容は味方の被害を無視した強引なものが多い。多くは人族に化ける能力を持ち、“穢れ”がまだ少ない（比較的弱い）個体であれば「守りの剣」の範囲内に入れるため、街中に潜んでいる事もある。上位種にあたるオーガウォーロード、オーガバーサーカー等は化ける能力を持たないが、卓越した戦闘能力を備えている。
トロール
オーガよりも大柄な種族で、やはり魔法を使用する。己の体に自信を持つが奢る事なく鍛錬を続ける戦士であるとともに、信仰心に溢れる敬虔な神官であるという一面も持つ。また、たとえ人族でも弱者は見逃す事がある他、卑怯な振る舞いを嫌い、強者には正々堂々と戦いを挑むなど一種の騎士道精神を持っており、ダークトロール※などの上位種ほどこの傾向が強くなる。太陽光が弱点で、昼間は外を出歩く事は無い。
ドレイク※
強大な力を持った蛮族達のリーダー格で、他の蛮族を従えて軍勢を作る事が多い。美しい人間に似た姿をしているが、頭部には2本の太い角があり、背中には大きな皮膜の翼が備わっている。また、常に魔剣を装備しており、その力を取り込む事で巨大なドラゴンに変化する事が可能である。貴族階級に沿った格付けが存在し、現在の所、バロン（男爵）、バイカウント（子爵）、カウント（伯爵）、マーキス（侯爵）、デューク(公爵)、ロード(君主)、"王"の格付けが確認されている。子供はリルドラケン同様、卵から誕生し、魔剣を抱えた状態で誕生する。この魔剣はドレイクの力の源であり、魔剣を破壊される事はドレイクにとって死を意味すると言ってよい。
まれに魔剣を持たずに誕生することもあるが、そういった者は蛮族社会では冷遇、あるいは放逐されることとなり、中には人族社会へ居場所を求める者もいる。また後天的な理由により魔剣を破壊され、なお一命を取り留めた者も同様の道を辿る。彼らは「ブロークン」※とも呼ばれ（これに対し通常のドレイクは「ナイト」とも称される）、ドラゴンに変化する能力を失っているが「剣の結晶」というアイテムを用いることで、半人半竜の姿としてある程度この力を取り戻すことができる。
バジリスク※
ドレイクと並ぶ蛮族達のリーダー格。伝説同様、石化の魔眼と毒を帯びた血液を有する。普段は人の姿を取っており、無差別に石化の力を振りまかない為に両目を覆うマスクを着用しているが、魔眼の力が衰える事は無く視覚にも問題はない（上位の個体ともなると、片目の眼帯だけでも済ませられる模様）。ドレイクとは仲が悪く、仲違いする事がほとんどである。ピンチになると8本足の巨大なトカゲの姿に変化するが、力が強くなる代わりに知能は低くなる為、ほとんどのバジリスクが変化を嫌っている。対象を翡翠に変化させ、死者を蘇生させる魔眼を持つジェイドバジリスクなどの上位種が存在する。
ラミア※
人間の女性の上半身が蛇の胴体に繋がった姿の蛮族。生きていくための食料として若い人族の血がどうしても必要となるため、人族の姿に化けて人族社会の中に隠れ棲む。人族と共生する道を選んでいる者はそれ故に人族と積極的に敵対しようとはしないが、蛮族のスパイとして活動している者も少なからず存在する。戦いでは牙と蛇の胴体を武器とすることもできるが、基本的には高い知性をもって魔法を使う方が向いている。
ライカンスロープ※
儀式によって人間が変じた、半人半獣と人間の二つの姿を持つ蛮族。半人半獣の姿を晒せば獣の皮膚により生半可な武器では傷を与えられず、満月の日にはその俊敏さを増すが、銀の武器にはその防護も通用せず、日光の元では動きが鈍る。他の蛮族とは交流が薄く、独自の勢力を築いている。
ノスフェラトゥ
ヴァンパイアとも呼ばれる蛮族で、本来ならば他の蛮族さえも忌避するアンデッドを従える。彼らは吸血によってブラッドサッカーと呼ばれるアンデッドをしもべとして生むが、見込みのある者は儀式を伴った吸血方法によりレッサーヴァンパイアとして一族に引き入れていく。ただ、全てがこうして生きているとも限らず、中には隠棲を望むも人間がそれを許さないため、仕方なく応戦する者も僅かながらいる。
リャナンシー
ノスフェラトゥが従者として一部のヴァンパイアに召し抱えた女性を変成させた種。その“穢れ”の量にかかわらず「守りの剣」の効果を免れる力を持ち、人族社会に入り込み有力者を魅了して操る工作員として活動する。
エンプーサ
メトセラと呼ばれる原初のノスフェラトゥによって産み出されたアンデッド。リャナンシー同様、美しい女性の姿をしているが、戦闘に特化した能力を持ち、主人であるノスフェラトゥが滅びない限りほぼ不死身である。
ダークナイト
迫害によって人族社会を捨て、蛮族として生きる道を選んだナイトメア。蛮族としての姿を望むため、常に異貌化している。ナイトメア同士でも生殖行為ではナイトメアが生まれることは稀である（と言うよりはまず無い）ため、同族を増やすためには人族社会にいるナイトメアを攫うという手段を取る。
便宜上蛮族の項に記述してあるが、種族的には「人族のナイトメア」と同一であり、種族特徴や一部神聖魔法の効果（対蛮族用魔法の影響を受けず、対人族用魔法の影響を受ける）もナイトメアに準じる（人間の第2の剣の神々のプリーストが種族的には「人族の人間」扱いなのと同様）。ただし一部サプリメントでデータが存在する「名前を持つ魔物」のダークナイトは人族ではなく蛮族の項に掲載されている（なお前述の人族として効果を受けるダークナイトは「PCと同様のデータで作られたナイトメア」であるのに対し、これらは魔物データであり、殆どが「蛮族として扱う」ものとされている）。
ウィークリング※
産まれつき“穢れ”が少なく、本来の能力が低くなった蛮族の総称。人間に近い姿を持ち、プレイヤーが選択できるものではガルーダ、バジリスク、マーマン、ミノタウロスのウィークリングがある。多くは弱小種として蔑ろにされるなどして、居場所を人族社会に求めてくる。上述の「魔剣を持たないで産まれたドレイク」がこの一種とみなされることもあるが、魔剣を得て後天的に完全なドレイクになる可能性があるため、厳密にはこの範疇には含まれないとされる。

ラルヴァ※
人間とヴァンパイアとのハーフ（例外的にこの組み合わせでのみ生まれうる）。いわゆるダンピールで魔法戦士の適性を持つが、親元のヴァンパイア同様、太陽の光に弱い上に人間よりも打たれ弱い欠点を持つ。寿命を迎えると死蝋化した後、時が経つとレヴナント、あるいは稀に真なるヴァンパイアへと変じてしまう。大半のラルヴァはヴァンパイアに強い憎悪を持っており、可能な限り多くのヴァンパイアを滅ぼし、人として死ぬ事を望んでいる。その血は“穢れ”を持つ蛮族やアンデッドに強く反応するある種の毒として、武器に塗布してダメージを増大させる手段としても用いうる。
バルカン※
大きな角と翼を持つ大柄な種族。両手の甲にある宝石で妖精を操る力を持つ。第二の剣イグニスそのものを信奉し、ひたすらに武力を追求している。かつてイグニスの奪い合いをしていた第二の剣の神々に反抗したため、その神々に地底深くに排斥されていた（この背景からか、プリースト技能は取得できない）。同族殺しを何よりのタブーとしており、そうした罪人を追うため敢えて同族殺しの処刑人「咎者」が選ばれる。「咎者」は翼を切除されて追放され、役目を終えた後も蛮族社会に戻ることなく一生を終えることになる（PCとして使用できるのはこの「咎者」や、生まれつき翼を持たない未熟なバルカンになる）。
リザードマン※
名前通りの二足歩行するトカゲといった外見の種族。水中に適応し、一定時間なら無呼吸で活動することができる。同族以外には排他的だがいったん仲間と認めた者とは結束を強くし、戦いにおいても仲間との連係でその本領を発揮する。
ケンタウロス※
下半身が馬の胴体及び四肢となっている半人半馬の種族。その身体を生かし、他種族では騎乗しなければ使えない騎芸をその身のまま用いられる（その代わり、騎獣には騎乗することは不能）。誇り高い戦士の一族であるが戦場以外では比較的温厚な面も見られ、遊牧生活をして暮らしている集落も。その特異な体型ゆえか、グラップラー技能は習得できない。
マーマン
魚の下半身を持つ水中に住まう種族。蛮族としては例外的に温厚な種族で、地域によっては人族と彼らが融和して暮らす都市も存在する。主に自然神アステリアを信仰するなど、エルフとの共通点も多い。陸上での活動には無理があるため、ウィークリングもこの種族に関しては陸上に適応した個体（下半身が足になっている為）として大事にされる。
サイクロプス
巨人族の中でも、一際巨大な体躯の一つ目の巨人（2.0では巨人も蛮族に属する）。ダークドワーフと同じ黒い炎を操る能力を持ち、優れた鍛冶の技術を受け継いでいる。ダークドワーフに対し、彼らの使う黒い炎は自分たちから奪ったのだと強い憎悪を向けており、それを発端として他の蛮族に対しても懐疑的になっている。
タロス
地底に追いやられたダークドワーフ達が、バルカンの協力を得て生み出したとされる人造蛮族。ルーンフォークの誕生の参考にされたともいわれている。対魔法王国戦の為に生み出されており、全身から炎を吹き出す事で魔法抵抗力と攻撃力を高める事が出来る。ルーンフォーク同様、主には忠実だが、定期的に人族の心臓を食べないと生存出来ない。また、妖精の姿を見る事が出来ないので、妖精魔法に弱いという弱点がある。一方で人造生命体故に“穢れ”を帯びておらず、「守りの剣」の範囲内でも問題なく行動出来る。
ガネーシャ
象頭人身に青白い肌と4本の腕を持った異形の蛮族。大食漢で太っているほど美しいという、独自の美的感覚を持つ。バルカン同様、イグニスそのものに信仰心を捧げている。バルカンとは逆に精神修養（曰く「行」）に重きを置いており、普段は一見温厚で思慮深いが、一度戦いになれば瞑想で心の内に“イグニスの炎”を灯して圧倒的な戦闘力で敵対者を打ち砕く。「行」の一環としてコボルドに香辛料をふんだんに使った料理を作らせて食する者もおり、それを指してガネーシャ料理として知られてもいる。
リャグ
二足歩行する蛙のような容姿の蛮族。狂神ラーリスと蛙の姿の魔神であるイグナヴを信奉し、かつて自分達が隆盛した都の再興を目論んでいる。上位種のリャグサグ、リャグイサグは複数の頭が連続して生えた異形の姿で、それぞれの頭が異なる能力を持つ。

## 技能
1stと同様、一般的なロールプレイングゲームのキャラクタークラスにあたるものを「技能」と呼んでおり、以下のような技能が用意されている。技能を所有することで、技能固有の能力を使った判定が可能となる（命中力判定、行使判定、聞き耳判定など）。ただし、複数の技能を持てる（マルチクラス可能な）上に補助専門の技能もあり、クラス制とスキル制の折衝的なシステムである。
1stでは成長に必要な経験値テーブルが4種類に分かれていたが、2.0ではメイン能力として扱えるが経験値量が多いAテーブルと、補助的な能力だが経験値量が割安のBテーブルの2種類と区分が整理されている。また、1stにはNPC用の冒険者技能が存在したが、2.0では全技能ともにPCが選択可能である。
なお一般技能は2.0では基本ルールからは削除され、選択ルールとしてサプリメント「アルケミスト・ワークス」に収録されるのみに留まっている。また可能な判定の詳細は特に決められておらず、GMの裁量に任せられている。

### ルールブックIで用意されている技能
ファイター（戦士）
飛び道具を除く、あらゆる武器を駆使して戦う基本的な戦士系技能。基本ルールブックの改訂にあたって、投擲武器も使用可能となっている。
フェンサー（軽戦士）
2.0の新技能。重量のある装備は使用できないが、クリティカルが出やすい。また、いわゆる戦闘系の技能のなかでは成長に必要な経験値が少ないBテーブルに属する為、成長はさせやすい。1stのシーフ技能から戦闘能力を取り出したものといえる。こちらも基本ルールブックの改訂以降は投擲武器も使用可能。
グラップラー（拳闘士）
2.0の新技能。投げ技や打撃の連打といった格闘技で戦う。装備できる武器や防具の制限がフェンサー以上に大きいが、パンチやキックを強化する格闘武器が装備できる。戦闘系の技能では唯一、基本ルールブックの改訂以降も投擲武器は使用できない。
シューター（射手）
2.0の新技能。飛び道具の使い手。唯一投擲武器以外の飛び道具が使用できる。フェンサーと同じく、成長に必要な経験値が少ないBテーブルに属する。
ソーサラー（魔術師）
攻撃魔法や便利魔法などを中心とした「真語魔法」の使い手。旧ソーサラーから攻撃と便利魔法を抽出したようなクラス。
コンジャラー（操霊術師）
2.0の新技能。支援、補助、ゴーレムやアンデッドの作成などを中心とした「操霊魔法」の使い手。2.0では蘇生魔法もこの技能の範疇に入る。魔法の使用条件は新ソーサラーと同じで、旧ソーサラーから支援魔法を分割させたような技能であり、両技能を取得した「ウィザード（魔導師）」のみが使用できる「深智魔法」も存在する。
プリースト（神官）
神への信仰を拠り所とする、回復、防御などを中心とした「神聖魔法」の使い手。1stでは暗黒神を信仰するダークプリーストが別に存在したが、2.0では（1stの暗黒神にあたる）第2の剣の神々を信仰する場合もプリースト（神聖魔法）となる。また2.0では蘇生魔法がない代わりに転生の魔法や、蘇生に伴って付加された“穢れ”を取り除く魔法が存在する。
フェアリーテイマー（妖精使い）
2.0の新技能。1stのシャーマンに相当するが、精霊ではなく妖精の力を借りる「妖精魔法」の使い手（1stで「精霊」と呼ばれたものは2.0では「妖精」として登場する）。魔法を使う為には妖精と契約した宝石の装備が必要だが、いる場所によって魔法が制限されるようなことはなくなっている。サプリメント『ウィザーズトゥーム』では妖精との契約を中心にルールが大きく改訂され、契約妖精の種類とレベルによって使用魔法が大きく変わるようになった（セッション間に契約妖精をレベルの範囲内で変えることも可能）。
マギテック（魔動機師）
2.0の新技能。「マギスフィア」と呼ばれる古代魔動機文明の魔法の道具を用いた「魔動機術」の使い手。魔法系の技能ではあるが、鎧を装備した際に発生するペナルティがないため、戦士系のクラスの補助用としても適する。魔動機術には能力強化、射撃強化等の補助的なものや、乗り物や爆弾を初めとしたアイテムを一時的に作り出す事が出来るものなど、補助用のものが中心。使用するためには適したサイズのマギスフィアが必要となり、その他、ガン（銃器）と併用するものもある。
スカウト（斥候）
2.0の新技能。錠前や罠の解除、隠密、スリ、変装といった盗賊的行動が可能になる。1stのシーフ技能から戦闘能力を除いたものだが、盗賊ギルドに属する必要はなくなっている。また、戦闘でパーティ全体の手番を先んじるための先制判定の能力も有する。
レンジャー（野伏）
野外活動の専門家。薬草やポーションによる回復力を増大させることもできる。射撃攻撃はシューターに分離されている。
セージ（学者）
言語や各種知識に長け、魔物知識で敵の弱点を見破ることで、戦闘を有利に運ぶ。

### ルールブックIIで追加された技能
エンハンサー（練体士）
マナの力を使って肉体を変化させる『練技』の使い手。いわゆる「シフター」。これらの練技は自身の能力を強化する内容だが、魔法使い技能ではないためエンハンサー技能の成長ではMPが増加しない。
バード（吟遊詩人）
術者の精神力を基準とした楽器と歌声による『呪歌』で、聞く者にさまざまな影響を与えられる。ある程度の見識も備える。

### ルールブックIIIで追加された技能
ライダー（騎手）
動物や乗り物（どちらも纏めて「騎獣」と称する）に乗り操るための技能。騎獣を操る上で役立つ『騎芸』を覚え、他の技能にある行為判定もいくつか行使できる。

### アルケミスト・ワークスで追加された技能
アルケミスト（錬金術師）
素材からマジックアイテムを作ったり、『賦術』と言う術で敵を弱体化させたり味方を強化できる。

### カルディアグレイスで追加された技能
ウォーリーダー（軍師）
軍師の名称通り、味方を鼓舞し、実際に力を与える『鼓咆』が使用可能。名誉点が上昇するにつれて効果範囲が強化されていく。また、スカウトと同じく先制判定が行える。
ミスティック（占者）
味方の強化を行ったり、不運な出来事を回避する『占瞳』を行える。ただし、行使するにはHPやMPを代償にしなければならず、効果も不安定になりやすい。
デーモンルーラー（魔神使い）
異界から魔神達を召喚して使役したり、魔神の力を肉体に宿して行使する「召異魔法」の使い手。魔神との契約に失敗するとほぼ確実に死亡したり、公然に知られると社会的に不利な立場となるなど、上級者向けの技能と言える。

### バルバロスブックで追加された技能
フィジカルマスター（部位操者）
ドレイクやバジリスクが変身した際の姿の力を使いこなす技能（このため、種族制限の言及はないがこの二種族以外には意味がない）。本体以外の「部位」のコントロールの他、選んだ『魔装』によっては変身後の力のみならず、魔剣や魔眼自体の力を増すこともできる。

### エイジ・オブ・グリモワールで追加された技能
いずれも魔法文明紀まで存在したが、現代では失伝した技能と設定されている。
グリモワール（秘術師）
専用の魔導書を用いることで手順を簡便化した「秘奥魔法」の使い手。魔法はどれも強力だが、他の魔法使い技能と違いレベルごとに1種ずつしか習得できない。
アーティザン（魔工士）
マナを注いで起動させることで力を発揮する装備品「魔器」の使い手。「魔器」は武器や防具、装飾品など様々である（マナフレアにしか扱えない三本の腕での保持を要する武器も存在する）ほか、魔工士が刻む『呪印』によっても効果は多岐に渡る。
アリストクラシー（貴人）
魔法文明紀まで存在した「貴族」の嗜み、振る舞いの洗練を現した技能で、「ドミニオン（貴族の支配力）」をもってレギオン（軍団）を率いられる。また選んだ『貴格』によっては自身や仲間の判定を補助する事も可能であり、「貴族」でないキャラクターでもこの効果は発揮できる。

## 製品一覧

### 文庫ルールブック
- ソード・ワールド2.0 ルールブックI (2008年) ISBN 978-4-8291-4524-1
- ソード・ワールド2.0 ルールブックII (2008年) ISBN 978-4-8291-4529-6
- ソード・ワールド2.0 ルールブックIII (2008年) ISBN 978-4-8291-4535-7
- ソード・ワールド2.0 ルールブックI 改訂版 (2012年) ISBN 978-4-8291-4679-8
- ソード・ワールド2.0 ルールブックII 改訂版 (2013年) ISBN 978-4-8291-4737-5
- ソード・ワールド2.0 ルールブックIII 改訂版 (2014年) ISBN 978-4-0407-0237-7
- ソード・ワールド2.0 ルールブックEX (2015年) ISBN 978-4-04-070644-3
- ソード・ワールド2.0 バルバロスブック (2016年) ISBN 978-4-04-070940-6
- ソード・ワールド2.0 ラクシアゴッドブック (2017年) ISBN 978-4-04-072313-6

### サプリメント
ゲームマスターがいなくてもソロプレイ(プレイヤーが1人)が可能なゲームブック風シナリオを集めたサプリメント。
- ソード・ワールド2.0 サプリメント ミストキャッスル -蛮都からの生還- (2009年) ISBN 978-4-8291-7675-7
- ソード・ワールド2.0 サプリメント フェアリーガーデン -妖精たちの空中庭園- (2010年) ISBN 978-4-8291-7688-7
- ソード・ワールド2.0 サプリメント エターナルエンパイア -不滅の探究者たち- (2011年) ISBN 978-4-8291-7696-2
- ソード・ワールド2.0 サプリメント カースドランド ‐凶夢への反攻‐ (2012年) ISBN 978-4-8291-7707-5
- ソード・ワールド2.0 サプリメント ミストグレイヴ‐蛮都への復讐‐ (2013年) ISBN 978-4829177211
- ソード・ワールド2.0 サプリメント エンドレスメイズ -迷宮創生の魔剣- (2017年) ISBN 978-4040722474

ルールブックを補完するサプリメントおよびデータブック。追加要素や、アイテム・モンスターデータの紹介などを掲載。
- ソード・ワールド2.0 サプリメント アルケミスト・ワークス (2009年) ISBN 978-4-8291-7679-5
- ソード・ワールド2.0 サプリメント バルバロステイルズ (2010年) ISBN 978-4-8291-7691-7
- ソード・ワールド2.0 サプリメント ウィザーズトゥーム (2011年) ISBN 978-4-8291-7699-3
- ソード・ワールド2.0 ルール&データブック カルディアグレイス (2012年) ISBN 978-4-8291-7712-9
- ソード・ワールド2.0 キャラクター&データブック イグニスブレイズ (2013年) ISBN 978-4040710389
- ソード・ワールド2.0 アイテム&データブック ルミエルレガシィ (2014年) ISBN 978-4040703114
- ソード・ワールド2.0 ルール＆データブック フォルトナコード (2015年) ISBN 978-4-04-070713-6

プレイヤーズハンドブック
- ソード・ワールド2.0 サプリメント プレイヤーズ・ハンドブック フェイダン博物誌 (2012年) ISBN 978-4-8291-7704-4
- ソード・ワールド2.0 サプリメント プレイヤーズ・ハンドブック ザルツ博物誌 (2012年) ISBN 978-4-04-071095-2
- ソード・ワールド2.0 サプリメント プレイヤーズ・ハンドブック ユーレリア博物誌 (2013年) ISBN 978-4047129979
- ソード・ワールド2.0 サプリメント プレイヤーズ・ハンドブック ダグニア博物誌 (2015年) ISBN 978-4-04-070780-8
- ソード・ワールド2.0 サプリメント プレイヤーズ・ハンドブック ディルフラム博物誌 (2016年) ISBN 978-4040720371

本作の舞台となる世界観や地誌を紹介するサプリメント。
- ソード・ワールド2.0 ツアー(1) ルーフェリア (2009年) ISBN 978-4-8291-7685-6
- ソード・ワールド2.0 ツアー(2) リオス (2010年) ISBN 978-4-8291-7694-8

キャンペーンシナリオを収録するサプリメント。
- ソード・ワールド2.0 バトルキャンペーンブック カルゾラルの魔動天使 (2014年) ISBN 978-4-04-070075-5
- ソード・ワールド2.0 バトルキャンペーンブック プロセルシア秘史 -暁をうたう竜の姫- (2015年) ISBN 978-4-04-070498-2

ドラゴンレイド
- ソード・ワールド2.0 ストーリー&データブック ドラゴンレイド戦竜伝 (2014年) ISBN 978-4040703091
- ソード・ワールド2.0 グランドキャンペーン ドラゴンレイドビギンズ ‐白き竜の乙女‐ (2014年) ISBN 978-4-04-070452-4
- ソード・ワールド2.0 ストーリー＆データブック ドラゴンレイド戦竜伝 II (2015年) ISBN 978-4040703107

### シナリオ集
- ソード・ワールド2.0シナリオ集 挑戦！魔剣が呼ぶ迷宮 (2008年) ISBN 978-4-8291-4530-2
- ソード・ワールド2.0シナリオ集(2) 風雲!歌声が響く都市 (2008年) ISBN 978-4-8291-4537-1
- ソード・ワールド2.0 アニバーサリーブック テラスティア冒険録 (2018年) ISBN  978-4040726632

### リプレイ

#### シリーズ一覧
| シリーズ書名                                   | 巻数                    | 発表時期                        | 発表形態・掲載誌                                         | 執筆・GM                                                                           | イラストレーター                        |
| ---------------------------------------------- | ----------------------- | ------------------------------- | -------------------------------------------------------- | ---------------------------------------------------------------------------------- | --------------------------------------- |
| 新米女神の勇者たち                             | 全11巻+4巻(リターンズ)  | 2008-2011 2012-2016(リターンズ) | 単行本オリジナル                                         | 秋田みやび                                                                         | 中島鯛                                  |
| たのだん                                       | 全3巻                   | 2008-2009                       | ドラゴンマガジン連載                                     | 藤澤さなえ (プレイヤー執筆)                                                        | 笛吹りな                                |
| 拳と魔封の物語                                 | 全3巻                   | 2009-2010                       | Role&Roll誌Vol.44-61                                     | 諸星崇                                                                             | 森沢晴行                                |
| マージナル・ライダー                           | 全4巻                   | 2009-2010                       | 単行本オリジナル                                         | 田中公侍                                                                           | 楡                                      |
| from USA                                       | 全11巻                  | 2010-2014                       | 単行本オリジナル ドラゴンマガジンに一部掲載              | ベーテ・有理・黒崎                                                                 | H2SO4、双葉ますみ                       |
| 聖戦士物語                                     | 全3巻                   | 2011-2012                       | Role&Roll Vol.68-86                                      | 北沢慶                                                                             | 山根真人                                |
| Sweets                                         | 全4巻+上下2巻(おかわり) | 2011-2012 2017(おかわり)        | 単行本オリジナル Role&Roll Vol.145-157(おかわり)         | 藤澤さなえ                                                                         | 和六里ハル、双葉ますみ 戌角柾(おかわり) |
| 『サーペント』シリーズ                         | 3作4巻                  | 2011-2014                       | Role&Roll Vol.64-65(第一作) 単行本オリジナル(第二作以降) | 清松みゆき                                                                         | 末弥純                                  |
| 魔法少女フェアリーフォース!                    | 全1巻                   | 2011-2012                       | Role&Roll Vol.83                                         | 秋田みやび                                                                         | すまき俊悟                              |
| バルバロス・ロワイヤル!                        | 全1巻                   | 2010-2012                       | Role&Roll Vol.73・88 単行本オリジナルを含む              | 田中公侍                                                                           | 獅子猿                                  |
| with BRAVE                                     | 3作4巻                  | 2012-2013                       | Role&Roll Vol.91-101 単行本オリジナルを含む              | 北沢慶                                                                             | 秋津たいら                              |
| バウムガルトの迷宮城                           | 全1巻                   | 2012                            | 単行本オリジナル                                         | 大井雄紀                                                                           | 得能正太郎                              |
| 七剣刃クロニクル                               | 全5巻                   | 2012-2014                       | 単行本オリジナル                                         | 秋田みやび                                                                         | 戸部淑                                  |
| ルーン・うぉーかーズ                           | 全3巻                   | 2013-2014                       | 単行本オリジナル                                         | 藤澤さなえ                                                                         | 吟                                      |
| イラストレーターリプレイ ガレリア×ダンジョンズ | 全1巻                   | 2013                            | Role&Roll Vol.100 単行本オリジナルを含む                 | 藤澤さなえ、ベーテ・有理・黒崎                                                     | 緒方剛志、蔓木鋼音、今野隼史、so-bin    |
| カルディア・カーニバル!                        | 全1巻                   | 2013                            | Role&Roll Vol.97 単行本オリジナルを含む                  | 田中公侍                                                                           | so-bin                                  |
| アシュラウトの無限工房                         | 全1巻                   | 2013                            | 単行本オリジナル                                         | 大井雄紀                                                                           | 今野隼史                                |
| 魔剣の島の駆けだし英雄                         | 上下2巻                 | 2014                            | 単行本オリジナル                                         | 藤澤さなえ                                                                         | U35                                     |
| モンスター☆ハッカーズ                          | 全1巻                   | 2014                            | 単行本オリジナル                                         | 大井雄紀                                                                           | はしもとしん                            |
| 千竜と刃の革命                                 | 全3巻                   | 2014-2015                       | 単行本オリジナル                                         | ベーテ・有理・黒崎                                                                 | ファルまろ、双葉ますみ                  |
| できそこないの転生伝承                         | 全3巻                   | 2014-2015                       | 単行本オリジナル                                         | 大井雄紀                                                                           | 蔓木鋼音                                |
| 竜の学舎と守護者たち                           | 全3巻                   | 2014-2015                       | 単行本オリジナル                                         | 秋田みやび                                                                         | nyoro                                   |
| 戦慄のトリプルクラウン                         | 上下2巻                 | 2014-2015                       | Role&Roll vol.110-117(上巻) Role&Roll vol.118-124(下巻)  | 北沢慶、清松みゆき、川人忠明、田中公侍、秋田みやび、藤沢さなえ、ベーテ・有理・黒崎 | 白谷こなか はしもとしん(単行本のみ)     |
| ドラゴンスレイヤーズ                           | 3巻続刊                 | 2015-2017                       | 単行本オリジナル                                         | 北沢慶                                                                             | 日野慎之助                              |
| サウザンドブレイブ                             | 全2巻                   | 2014-2015                       | ニコニコ動画生放送リプレイ                               | 藤澤さなえ                                                                         | かも仮面                                |
| Rock'n Role                                    | 全5巻                   | 2015-2017                       | 単行本オリジナル                                         | ベーテ・有理・黒崎                                                                 | アリオ                                  |
| レーゼルドーン開拓記                           | 全4巻                   | 2015-2016                       | 単行本オリジナル                                         | 大井雄紀                                                                           | 活断層                                  |
| 要塞少女と契約の騎士                           | 上下2巻                 | 2015-2016                       | Role&Roll Vol.129-139                                    | 黒井龍                                                                             | 魔太郎                                  |
| ウィアードテイルズ                             | 全2巻                   | 2016-2017                       | 単行本オリジナル                                         | こあらだまり                                                                       | 天野英                                  |
| 竜伯爵は没落しました！                         | 全3巻                   | 2017                            | 単行本オリジナル                                         | 秋田みやび                                                                         | 今野隼史                                |
| プリースト！プリースト！！                     | 全1巻                   | 2017                            | 単行本オリジナル                                         | 清松みゆき                                                                         | 輝竜司                                  |
| 導かれし田舎者たち                             | 全2巻                   | 2017                            | 単行本オリジナル                                         | 河端ジュン一                                                                       | 高田慎一郎                              |
| 黄昏の国の魔法王                               | 全1巻                   | 2018                            | 単行本オリジナル                                         | 北沢慶                                                                             | アリオ                                  |

- 『with BRAVE』は『聖戦士物語』の続編に当たる内容である。また、「蒼穹のヴァルキリー」というタイトルでのRole&Roll誌掲載分を含む内容である。
- 『サーペント』シリーズ:『滅びの～』『双頭の～』『三眼の～』となるシリーズ、下記を参照
- 『ウィアードテイルズ』:『増えゆく街の異界譚（モノガタリ）』、『消えゆく街の異界譚』の連作。

#### 書籍情報

##### シリーズ物
『新米女神の勇者たち』シリーズ
- ソード・ワールド2.0リプレイ 新米女神の勇者たち(1) ISBN 978-4-8291-4525-8
- ソード・ワールド2.0リプレイ 新米女神の勇者たち(2) ISBN 978-4-8291-4533-3
- ソード・ワールド2.0リプレイ 新米女神の勇者たち(3) ISBN 978-4-8291-4543-2
- ソード・ワールド2.0リプレイ 新米女神の勇者たち(4) ISBN 978-4-8291-4548-7
- ソード・ワールド2.0リプレイ 新米女神の勇者たち(5) ISBN 978-4-8291-4554-8
- ソード・ワールド2.0リプレイ 新米女神の勇者たち(6) ISBN 978-4-8291-4563-0
- ソード・ワールド2.0リプレイ 新米女神の勇者たち(7) ISBN 978-4-8291-4572-2
- ソード・ワールド2.0リプレイ 新米女神の勇者たち(8) ISBN 978-4-8291-4582-1
- ソード・ワールド2.0リプレイ 新米女神の勇者たち(9) ISBN 978-4-8291-4594-4
- ソード・ワールド2.0リプレイ 新米女神の勇者たち(10) ISBN 978-4-8291-4609-5
- ソード・ワールド2.0リプレイ 新米女神の勇者たち(11) ISBN 978-4-8291-4621-7
- ソード・ワールド2.0リプレイ 新米女神の勇者たちリターンズ ISBN 978-4-8291-4692-7
- ソード・ワールド2.0リプレイ 新米女神の勇者たちリターンズ2 ISBN 978-4-8291-4744-3

『たのだん』シリーズ
- ソード・ワールド2.0リプレイ たのだん(1) ISBN 978-4-8291-4538-8
- ソード・ワールド2.0リプレイ たのだん(2) ISBN 978-4-8291-4550-0
- ソード・ワールド2.0リプレイ たのだん(3) ISBN 978-4-8291-4560-9

『拳と魔封の物語』シリーズ
- ソード・ワールド2.0リプレイ 拳と魔封の物語(1) ISBN 978-4-8291-4551-7
- ソード・ワールド2.0リプレイ 拳と魔封の物語(2) ISBN 978-4-8291-4566-1
- ソード・ワールド2.0リプレイ 拳と魔封の物語(3) ISBN 978-4-8291-4580-7

『マージナルライダー』シリーズ
- ソード・ワールド2.0リプレイ マージナル・ライダー(1) ISBN 978-4-8291-4564-7
- ソード・ワールド2.0リプレイ マージナル・ライダー(2) ISBN 978-4-8291-4570-8
- ソード・ワールド2.0リプレイ マージナル・ライダー(3) ISBN 978-4-8291-4577-7
- ソード・ワールド2.0リプレイ マージナル・ライダー(4) ISBN 978-4-8291-4585-2

『from USA』シリーズ
- ソード・ワールド2.0リプレイ from USA (1) 蛮族英雄 -バルバロスヒーロー- ISBN 978-4-8291-4598-2
- ソード・ワールド2.0リプレイ from USA (2) 姫騎士襲撃 -プリンセスナイト- ISBN 978-4-8291-4612-5
- ソード・ワールド2.0リプレイ from USA (3) 竜魔争鳴 -ラヴコンフリクト- ISBN 978-4-8291-4626-2
- ソード・ワールド2.0リプレイ from USA (4) 魔神跳梁 -デーモンランブル- ISBN 978-4-8291-4650-7
- ソード・ワールド2.0リプレイ from USA (5) 鉄姫降臨 -アイアンレディ- ISBN 978-4-8291-4665-1
- ソード・ワールド2.0リプレイ from USA (6) 蛮竜侵撃 -ドレイクストライク- ISBN 978-4-8291-4680-4
- ソード・ワールド2.0リプレイ from USA (7) 蒼天騒乱 -ライオットスカイ- ISBN 978-4-8291-4699-6
- ソード・ワールド2.0リプレイ from USA (8) 双剣相剋 -デュアルブラッド- ISBN 978-4-8291-4719-1
- ソード・ワールド2.0リプレイ from USA (9) 闇塔閻舞 -ダンスマカブル- ISBN 978-4-8291-4732-0
- ソード・ワールド2.0リプレイ from USA (10) 英雄之剣 -アンセルムズソード- ISBN 978-4-04-712923-8
- ソード・ワールド2.0リプレイ from USA (11) 蛮勇再臨 -ガッデムアゲイン- ISBN 978-4-04-070044-1

『聖戦士物語／with BRAVE』シリーズ
- ソード・ワールド2.0リプレイ 聖戦士物語(1) ISBN 978-4-8291-4618-7
- ソード・ワールド2.0リプレイ 聖戦士物語(2) ISBN 978-4-8291-4644-6
- ソード・ワールド2.0リプレイ 聖戦士物語(3) ISBN 978-4-8291-4668-2
- ソード・ワールド2.0リプレイ with BRAVE (1) 聖剣のクルセイド ISBN 978-4-8291-4681-1
- ソード・ワールド2.0リプレイ with BRAVE (2) 戦乙女のオデッセイ ISBN 978-4-8291-4695-8
- ソード・ワールド2.0リプレイ with BRAVE (3) 閃光のトライアンフ 上 ISBN 978-4-8291-4713-9
- ソード・ワールド2.0リプレイ with BRAVE (3) 閃光のトライアンフ 下 ISBN 978-4-8291-4716-0

『Sweets』シリーズ
- ソード・ワールド2.0リプレイ Sweets (1) わがまま魔剣はままならない！ ISBN 978-4-8291-4641-5
- ソード・ワールド2.0リプレイ Sweets (2) はりきり魔剣ははばからない！ ISBN 978-4-8291-4662-0
- ソード・ワールド2.0リプレイ Sweets (3) つきぬけ魔剣はぬけめがない！ ISBN 978-4-8291-4676-7
- ソード・ワールド2.0リプレイ Sweets (4) きらめき魔剣はあきらめない！ ISBN 978-4-8291-4688-0

『七剣刃クロニクル』シリーズ
- ソード・ワールド2.0リプレイ  七剣刃クロニクル(1) ISBN 978-4-8291-4698-9
- ソード・ワールド2.0リプレイ  七剣刃クロニクル(2) ISBN 978-4-8291-4720-7
- ソード・ワールド2.0リプレイ  七剣刃クロニクル(3) ISBN 978-4-8291-4736-8
- ソード・ワールド2.0リプレイ  七剣刃クロニクル(4) ISBN 978-4-04-070014-4
- ソード・ワールド2.0リプレイ  七剣刃クロニクル(5) ISBN 978-4-04-070099-1

『ルーン・うぉーかーズ』シリーズ
- ソード・ワールド2.0リプレイ  ルーン・うぉーかーズ1 ISBN 978-4-8291-4730-6
- ソード・ワールド2.0リプレイ  ルーン・うぉーかーズ2 ISBN 978-4-8291-4745-0
- ソード・ワールド2.0リプレイ  ルーン・うぉーかーズ3 ISBN 978-4-04-070072-4

『サーペント』シリーズ
- ソード・ワールド2.0リプレイ 滅びのサーペント ISBN 978-4-8291-4638-5
- ソード・ワールド2.0リプレイ 双頭のサーペント ISBN 978-4-8291-4709-2
- ソード・ワールド2.0リプレイ 三眼のサーペント上 ISBN 978-4-04-070073-1
- ソード・ワールド2.0リプレイ 三眼のサーペント下 ISBN 978-4-04-070073-1

『魔剣の島』シリーズ
- 魔剣の島の駆けだし英雄 上 ISBN 978-4-04-070191-2
- 魔剣の島の駆けだし英雄 下 ISBN 978-4-04-070214-8

##### 単編
- ソード・ワールド2.0リプレイ 魔法少女フェアリーフォース! ISBN 978-4-8291-4674-3
- ソード・ワールド2.0リプレイバルバロス・ロワイヤル! ISBN 978-4-8291-4678-1
- ソード・ワールド2.0リプレイ バウムガルトの迷宮城 ISBN 978-4-8291-4694-1
- ソード・ワールド2.0リプレイ カルディア・カーニバル! ISBN 978-4-8291-4724-5
- ソード・ワールド2.0イラストレーターリプレイガレリア×ダンジョンズ ISBN 978-4-8291-4740-5
- ソード・ワールド2.0リプレイ アシュラウトの無限工房 ISBN 978-4047129443

### 小説
- ソード・ワールド2.0 剣をつぐもの(1) ISBN 978-4-8291-3395-8
- ソード・ワールド2.0 剣をつぐもの(2) ISBN 978-4-8291-3433-7
- ソード・ワールド2.0 剣をつぐもの(3) ISBN 978-4-8291-3459-7
- ソード・ワールド2.0 剣をつぐもの(4) ISBN 978-4-8291-3502-0
- ペギー&ノノ 華麗なる冒険 ソード・ワールド2.0テイルズ  ISBN 978-4-8291-4565-4
- ソード・ワールド2.0ノベル 堕女神ユリスの奇跡 ISBN 978-4-8291-4625-5
- ソード・ワールド2.0ノベル 堕女神ユリスの危機 ISBN 978-4-8291-4640-8
- ソード・ワールド2.0ノベル 堕女神ユリスの栄光 ISBN 978-4-8291-4656-9

### 短編集
- ソード・ワールド2.0 短編集 女神の国の逃亡者 ISBN 978-4-8291-4602-6

### コンピューターゲーム
- ニンテンドーDS・ゲームブック型アドベンチャーゲーム 『ゲームブックDS ソード・ワールド2.0』（2009年10月29日ブロッコリーより発売）
- Windows PC・キネティックノベル 『ソード・ワールド2.0リプレイ たのだん いにしえの船を追えっ!』 (2010年9月24日ocelotより発売)
- スマートフォン用ゲームアプリ『ソード・ワールド2.0 サウザンドブレイブ』（Android版は2015年9月30日、iOS版は2015年10月19日）

### コミック
- ソード・ワールド2.0 リトル・ソーサラー ミュクス ISBN 978-4-04-712612-1